# Lista de asteroides (266001-267000)
Esta é uma lista parcial de asteroides, do asteroide número 266001 até o 267000, inclusive. Veja também o índice com todas as listas disponíveis.

| Objeto Próximos à Terra | Cinturão de asteroides (interno) | Cinturão de asteroides (externo) | Centauro       |
| Cruzador de Marte       | Cinturão de asteroides (meio)    | Troianos de Júpiter              | Transnetuniano |

Veja mais dados de cada asteroide na ligação externa para o Minor Planet Center na última coluna.
Índice: 266001... 266101... 266201... 266301... 266401... 266501... 266601... 266701... 266801... 266901... 

## 266001–266100
| Designação         | Designação | Descoberta  | Descoberta        | Descobridor(es)     | Categoria | Mais informações / Referência |
| Permanente         | Provisória | Data        | Local             | Descobridor(es)     | Categoria | Mais informações / Referência |
| ------------------ | ---------- | ----------- | ----------------- | ------------------- | --------- | ----------------------------- |
| 266001             | 2006 DC136 | 25 fev 2006 | Kitt Peak         | Spacewatch          | —         | MPC                           |
| 266002             | 2006 DW161 | 27 fev 2006 | Mount Lemmon      | Mount Lemmon Survey | —         | MPC                           |
| 266003             | 2006 DJ188 | 27 fev 2006 | Kitt Peak         | Spacewatch          | —         | MPC                           |
| 266004             | 2006 DJ195 | 28 fev 2006 | Socorro           | LINEAR              | —         | MPC                           |
| 266005             | 2006 DN196 | 23 fev 2006 | Anderson Mesa     | LONEOS              | —         | MPC                           |
| 266006             | 2006 DU201 | 20 fev 2006 | Socorro           | LINEAR              | —         | MPC                           |
| 266007             | 2006 EX4   | 2 mar 2006  | Kitt Peak         | Spacewatch          | —         | MPC                           |
| 266008             | 2006 EU14  | 2 mar 2006  | Kitt Peak         | Spacewatch          | —         | MPC                           |
| 266009             | 2006 EH24  | 3 mar 2006  | Kitt Peak         | Spacewatch          | —         | MPC                           |
| 266010             | 2006 EW33  | 3 mar 2006  | Mount Lemmon      | Mount Lemmon Survey | —         | MPC                           |
| 266011             | 2006 EU34  | 3 mar 2006  | Kitt Peak         | Spacewatch          | —         | MPC                           |
| 266012             | 2006 EZ35  | 3 mar 2006  | Mount Lemmon      | Mount Lemmon Survey | —         | MPC                           |
| 266013             | 2006 EN36  | 3 mar 2006  | Mount Lemmon      | Mount Lemmon Survey | —         | MPC                           |
| 266014             | 2006 EB39  | 4 mar 2006  | Catalina          | CSS                 | —         | MPC                           |
| 266015             | 2006 EC42  | 4 mar 2006  | Kitt Peak         | Spacewatch          | —         | MPC                           |
| 266016             | 2006 EW46  | 4 mar 2006  | Kitt Peak         | Spacewatch          | —         | MPC                           |
| 266017             | 2006 EQ55  | 5 mar 2006  | Kitt Peak         | Spacewatch          | —         | MPC                           |
| 266018             | 2006 EW59  | 5 mar 2006  | Kitt Peak         | Spacewatch          | —         | MPC                           |
| 266019             | 2006 EV70  | 9 mar 2006  | Catalina          | CSS                 | —         | MPC                           |
| 266020             | 2006 ER71  | 2 mar 2006  | Kitt Peak         | Spacewatch          | —         | MPC                           |
| 266021             | 2006 FZ10  | 23 mar 2006 | Kitt Peak         | Spacewatch          | —         | MPC                           |
| 266022             | 2006 FM11  | 23 mar 2006 | Kitt Peak         | Spacewatch          | —         | MPC                           |
| 266023             | 2006 FG35  | 23 mar 2006 | Socorro           | LINEAR              | —         | MPC                           |
| 266024             | 2006 FF38  | 23 mar 2006 | Kitt Peak         | Spacewatch          | —         | MPC                           |
| 266025             | 2006 FX45  | 25 mar 2006 | Catalina          | CSS                 | —         | MPC                           |
| 266026             | 2006 FA48  | 24 mar 2006 | Anderson Mesa     | LONEOS              | Ursula    | MPC                           |
| 266027             | 2006 FC48  | 24 mar 2006 | Anderson Mesa     | LONEOS              | —         | MPC                           |
| 266028             | 2006 FQ49  | 25 mar 2006 | Catalina          | CSS                 | —         | MPC                           |
| 266029             | 2006 FA51  | 24 mar 2006 | Catalina          | CSS                 | —         | MPC                           |
| 266030             | 2006 GL25  | 2 abr 2006  | Kitt Peak         | Spacewatch          | —         | MPC                           |
| 266031             | 2006 GL39  | 7 abr 2006  | Anderson Mesa     | LONEOS              | —         | MPC                           |
| 266032             | 2006 GT39  | 2 abr 2006  | Catalina          | CSS                 | —         | MPC                           |
| 266033             | 2006 GW42  | 9 abr 2006  | Anderson Mesa     | LONEOS              | —         | MPC                           |
| 266034             | 2006 GY44  | 7 abr 2006  | Mount Lemmon      | Mount Lemmon Survey | —         | MPC                           |
| 266035             | 2006 GJ53  | 6 abr 2006  | Catalina          | CSS                 | —         | MPC                           |
| 266036             | 2006 HY12  | 19 abr 2006 | Kitt Peak         | Spacewatch          | Ursula    | MPC                           |
| 266037             | 2006 HW18  | 18 abr 2006 | Kitt Peak         | Spacewatch          | —         | MPC                           |
| 266038             | 2006 HC19  | 18 abr 2006 | Kitt Peak         | Spacewatch          | Ursula    | MPC                           |
| 266039             | 2006 HR56  | 19 abr 2006 | Catalina          | CSS                 | —         | MPC                           |
| 266040             | 2006 HM69  | 24 abr 2006 | Mount Lemmon      | Mount Lemmon Survey | Mitidika  | MPC                           |
| 266041             | 2006 HD109 | 30 abr 2006 | Kitt Peak         | Spacewatch          | —         | MPC                           |
| 266042             | 2006 HV119 | 30 abr 2006 | Kitt Peak         | Spacewatch          | —         | MPC                           |
| 266043             | 2006 HM129 | 26 abr 2006 | Cerro Tololo      | M. W. Buie          | —         | MPC                           |
| 266044             | 2006 JB7   | 1 mai 2006  | Kitt Peak         | Spacewatch          | —         | MPC                           |
| 266045             | 2006 JU43  | 5 mai 2006  | Catalina          | CSS                 | —         | MPC                           |
| 266046             | 2006 KG57  | 22 mai 2006 | Kitt Peak         | Spacewatch          | Ursula    | MPC                           |
| 266047             | 2006 KA69  | 20 mai 2006 | Siding Spring     | SSS                 | —         | MPC                           |
| 266048             | 2006 KB87  | 27 mai 2006 | Catalina          | CSS                 | —         | MPC                           |
| 266049             | 2006 KL99  | 27 mai 2006 | Catalina          | CSS                 | —         | MPC                           |
| 266050             | 2006 KL107 | 31 mai 2006 | Mount Lemmon      | Mount Lemmon Survey | —         | MPC                           |
| 266051 Hannawieser | 2006 NB    | 1 jul 2006  | Winterthur        | M. Griesser         | —         | MPC                           |
| 266052             | 2006 PB2   | 12 ago 2006 | Palomar           | NEAT                | —         | MPC                           |
| 266053             | 2006 QJ27  | 19 ago 2006 | Palomar           | NEAT                | —         | MPC                           |
| 266054             | 2006 QW50  | 22 ago 2006 | Palomar           | NEAT                | —         | MPC                           |
| 266055             | 2006 QN59  | 19 ago 2006 | Anderson Mesa     | LONEOS              | —         | MPC                           |
| 266056             | 2006 QO83  | 27 ago 2006 | Kitt Peak         | Spacewatch          | —         | MPC                           |
| 266057             | 2006 QG97  | 19 ago 2006 | Kitt Peak         | Spacewatch          | —         | MPC                           |
| 266058             | 2006 QX100 | 25 ago 2006 | Lulin Observatory | C.-S. Lin, Q.-z. Ye | —         | MPC                           |
| 266059             | 2006 QC112 | 22 ago 2006 | Palomar           | NEAT                | —         | MPC                           |
| 266060             | 2006 QA131 | 20 ago 2006 | Palomar           | NEAT                | —         | MPC                           |
| 266061             | 2006 QM135 | 27 ago 2006 | Anderson Mesa     | LONEOS              | —         | MPC                           |
| 266062             | 2006 QL144 | 29 ago 2006 | Catalina          | CSS                 | —         | MPC                           |
| 266063             | 2006 QP147 | 18 ago 2006 | Kitt Peak         | Spacewatch          | —         | MPC                           |
| 266064             | 2006 QL153 | 19 ago 2006 | Kitt Peak         | Spacewatch          | —         | MPC                           |
| 266065             | 2006 QM158 | 19 ago 2006 | Kitt Peak         | Spacewatch          | —         | MPC                           |
| 266066             | 2006 RQ5   | 14 set 2006 | Kitt Peak         | Spacewatch          | —         | MPC                           |
| 266067             | 2006 RY9   | 13 set 2006 | Palomar           | NEAT                | —         | MPC                           |
| 266068             | 2006 RX10  | 12 set 2006 | Catalina          | CSS                 | —         | MPC                           |
| 266069             | 2006 RC11  | 12 set 2006 | Catalina          | CSS                 | —         | MPC                           |
| 266070             | 2006 RK19  | 14 set 2006 | Kitt Peak         | Spacewatch          | —         | MPC                           |
| 266071             | 2006 RL39  | 14 set 2006 | Palomar           | NEAT                | —         | MPC                           |
| 266072             | 2006 RD52  | 14 set 2006 | Kitt Peak         | Spacewatch          | —         | MPC                           |
| 266073             | 2006 RN53  | 14 set 2006 | Kitt Peak         | Spacewatch          | —         | MPC                           |
| 266074             | 2006 RV62  | 14 set 2006 | Catalina          | CSS                 | —         | MPC                           |
| 266075             | 2006 RR91  | 15 set 2006 | Kitt Peak         | Spacewatch          | —         | MPC                           |
| 266076             | 2006 RQ95  | 15 set 2006 | Kitt Peak         | Spacewatch          | —         | MPC                           |
| 266077             | 2006 RP96  | 15 set 2006 | Kitt Peak         | Spacewatch          | —         | MPC                           |
| 266078             | 2006 RC97  | 15 set 2006 | Kitt Peak         | Spacewatch          | —         | MPC                           |
| 266079             | 2006 RG101 | 14 set 2006 | Palomar           | NEAT                | —         | MPC                           |
| 266080             | 2006 RQ101 | 14 set 2006 | Catalina          | CSS                 | —         | MPC                           |
| 266081 Villyket    | 2006 RP109 | 14 set 2006 | Mauna Kea         | J. Masiero          | —         | MPC                           |
| 266082             | 2006 RR121 | 15 set 2006 | Kitt Peak         | Spacewatch          | —         | MPC                           |
| 266083             | 2006 SZ4   | 16 set 2006 | Palomar           | NEAT                | —         | MPC                           |
| 266084             | 2006 SN6   | 16 set 2006 | Catalina          | CSS                 | —         | MPC                           |
| 266085             | 2006 SX7   | 16 set 2006 | Socorro           | LINEAR              | —         | MPC                           |
| 266086             | 2006 SA21  | 16 set 2006 | Anderson Mesa     | LONEOS              | —         | MPC                           |
| 266087             | 2006 SP22  | 17 set 2006 | Anderson Mesa     | LONEOS              | —         | MPC                           |
| 266088             | 2006 SB27  | 16 set 2006 | Catalina          | CSS                 | —         | MPC                           |
| 266089             | 2006 SG33  | 17 set 2006 | Catalina          | CSS                 | —         | MPC                           |
| 266090             | 2006 SJ35  | 17 set 2006 | Kitt Peak         | Spacewatch          | —         | MPC                           |
| 266091             | 2006 SP52  | 19 set 2006 | Catalina          | CSS                 | —         | MPC                           |
| 266092             | 2006 SM53  | 19 set 2006 | La Sagra          | Mallorca Obs.       | —         | MPC                           |
| 266093             | 2006 SB56  | 18 set 2006 | Kitt Peak         | Spacewatch          | —         | MPC                           |
| 266094             | 2006 SO59  | 16 set 2006 | Anderson Mesa     | LONEOS              | —         | MPC                           |
| 266095             | 2006 SG60  | 18 set 2006 | Catalina          | CSS                 | —         | MPC                           |
| 266096             | 2006 ST67  | 2 set 1998  | Kitt Peak         | Spacewatch          | —         | MPC                           |
| 266097             | 2006 SE75  | 19 set 2006 | Kitt Peak         | Spacewatch          | —         | MPC                           |
| 266098             | 2006 SK78  | 19 set 2006 | Antares           | ARO                 | —         | MPC                           |
| 266099             | 2006 SO93  | 18 set 2006 | Kitt Peak         | Spacewatch          | Mitidika  | MPC                           |
| 266100             | 2006 SG97  | 18 set 2006 | Kitt Peak         | Spacewatch          | —         | MPC                           |

## 266101–266200
| Designação | Designação | Descoberta  | Descoberta        | Descobridor(es)     | Categoria | Mais informações / Referência |
| Permanente | Provisória | Data        | Local             | Descobridor(es)     | Categoria | Mais informações / Referência |
| ---------- | ---------- | ----------- | ----------------- | ------------------- | --------- | ----------------------------- |
| 266101     | 2006 SO126 | 21 set 2006 | Anderson Mesa     | LONEOS              | —         | MPC                           |
| 266102     | 2006 SK130 | 20 set 2006 | Anderson Mesa     | LONEOS              | —         | MPC                           |
| 266103     | 2006 SB131 | 24 set 2006 | Junk Bond         | D. Healy            | —         | MPC                           |
| 266104     | 2006 SP132 | 16 set 2006 | Catalina          | CSS                 | —         | MPC                           |
| 266105     | 2006 SQ163 | 24 set 2006 | Kitt Peak         | Spacewatch          | —         | MPC                           |
| 266106     | 2006 SO197 | 25 set 2006 | Mount Lemmon      | Mount Lemmon Survey | Mitidika  | MPC                           |
| 266107     | 2006 ST207 | 25 set 2006 | Kitt Peak         | Spacewatch          | —         | MPC                           |
| 266108     | 2006 SV218 | 26 set 2006 | Goodricke-Pigott  | R. A. Tucker        | —         | MPC                           |
| 266109     | 2006 ST245 | 26 set 2006 | Socorro           | LINEAR              | —         | MPC                           |
| 266110     | 2006 SU267 | 26 set 2006 | Kitt Peak         | Spacewatch          | —         | MPC                           |
| 266111     | 2006 SQ274 | 27 set 2006 | Mount Lemmon      | Mount Lemmon Survey | —         | MPC                           |
| 266112     | 2006 SY274 | 27 set 2006 | Mount Lemmon      | Mount Lemmon Survey | —         | MPC                           |
| 266113     | 2006 SP275 | 27 set 2006 | Mount Lemmon      | Mount Lemmon Survey | —         | MPC                           |
| 266114     | 2006 SB286 | 18 set 2006 | Catalina          | CSS                 | —         | MPC                           |
| 266115     | 2006 SV303 | 27 set 2006 | Mount Lemmon      | Mount Lemmon Survey | —         | MPC                           |
| 266116     | 2006 SQ310 | 27 set 2006 | Kitt Peak         | Spacewatch          | —         | MPC                           |
| 266117     | 2006 SK317 | 27 set 2006 | Kitt Peak         | Spacewatch          | —         | MPC                           |
| 266118     | 2006 SP341 | 28 set 2006 | Mount Lemmon      | Mount Lemmon Survey | —         | MPC                           |
| 266119     | 2006 SO342 | 28 set 2006 | Kitt Peak         | Spacewatch          | —         | MPC                           |
| 266120     | 2006 SD345 | 28 set 2006 | Kitt Peak         | Spacewatch          | —         | MPC                           |
| 266121     | 2006 SO353 | 30 set 2006 | Catalina          | CSS                 | —         | MPC                           |
| 266122     | 2006 ST391 | 18 set 2006 | Catalina          | CSS                 | —         | MPC                           |
| 266123     | 2006 SY400 | 26 set 2006 | Catalina          | CSS                 | —         | MPC                           |
| 266124     | 2006 SG413 | 20 set 2006 | Catalina          | CSS                 | —         | MPC                           |
| 266125     | 2006 TP12  | 10 out 2006 | Palomar           | NEAT                | —         | MPC                           |
| 266126     | 2006 TQ16  | 11 out 2006 | Kitt Peak         | Spacewatch          | —         | MPC                           |
| 266127     | 2006 TR21  | 11 out 2006 | Kitt Peak         | Spacewatch          | —         | MPC                           |
| 266128     | 2006 TB27  | 12 out 2006 | Kitt Peak         | Spacewatch          | —         | MPC                           |
| 266129     | 2006 TJ36  | 12 out 2006 | Kitt Peak         | Spacewatch          | —         | MPC                           |
| 266130     | 2006 TY37  | 12 out 2006 | Kitt Peak         | Spacewatch          | —         | MPC                           |
| 266131     | 2006 TH39  | 12 out 2006 | Kitt Peak         | Spacewatch          | —         | MPC                           |
| 266132     | 2006 TT45  | 12 out 2006 | Kitt Peak         | Spacewatch          | —         | MPC                           |
| 266133     | 2006 TD49  | 12 out 2006 | Palomar           | NEAT                | —         | MPC                           |
| 266134     | 2006 TA58  | 15 out 2006 | Catalina          | CSS                 | —         | MPC                           |
| 266135     | 2006 TG63  | 10 out 2006 | Palomar           | NEAT                | —         | MPC                           |
| 266136     | 2006 TS63  | 10 out 2006 | Palomar           | NEAT                | —         | MPC                           |
| 266137     | 2006 TH66  | 11 out 2006 | Palomar           | NEAT                | —         | MPC                           |
| 266138     | 2006 TH71  | 11 out 2006 | Palomar           | NEAT                | —         | MPC                           |
| 266139     | 2006 TR80  | 13 out 2006 | Kitt Peak         | Spacewatch          | —         | MPC                           |
| 266140     | 2006 TP89  | 13 out 2006 | Kitt Peak         | Spacewatch          | —         | MPC                           |
| 266141     | 2006 TF97  | 13 out 2006 | Kitt Peak         | Spacewatch          | —         | MPC                           |
| 266142     | 2006 TM97  | 13 out 2006 | Kitt Peak         | Spacewatch          | —         | MPC                           |
| 266143     | 2006 TB100 | 15 out 2006 | Kitt Peak         | Spacewatch          | —         | MPC                           |
| 266144     | 2006 TX100 | 15 out 2006 | Kitt Peak         | Spacewatch          | —         | MPC                           |
| 266145     | 2006 TA123 | 12 out 2006 | Kitt Peak         | Spacewatch          | —         | MPC                           |
| 266146     | 2006 UY12  | 17 out 2006 | Mount Lemmon      | Mount Lemmon Survey | —         | MPC                           |
| 266147     | 2006 UG29  | 16 out 2006 | Kitt Peak         | Spacewatch          | —         | MPC                           |
| 266148     | 2006 UT30  | 16 out 2006 | Kitt Peak         | Spacewatch          | —         | MPC                           |
| 266149     | 2006 UH32  | 16 out 2006 | Kitt Peak         | Spacewatch          | —         | MPC                           |
| 266150     | 2006 UN35  | 16 out 2006 | Catalina          | CSS                 | —         | MPC                           |
| 266151     | 2006 UB37  | 16 out 2006 | Kitt Peak         | Spacewatch          | —         | MPC                           |
| 266152     | 2006 UG59  | 19 out 2006 | Kitt Peak         | Spacewatch          | —         | MPC                           |
| 266153     | 2006 UR67  | 16 out 2006 | Catalina          | CSS                 | —         | MPC                           |
| 266154     | 2006 UW67  | 16 out 2006 | Catalina          | CSS                 | —         | MPC                           |
| 266155     | 2006 UB68  | 16 out 2006 | Catalina          | CSS                 | —         | MPC                           |
| 266156     | 2006 UF80  | 17 out 2006 | Mount Lemmon      | Mount Lemmon Survey | Mitidika  | MPC                           |
| 266157     | 2006 UL90  | 17 out 2006 | Kitt Peak         | Spacewatch          | —         | MPC                           |
| 266158     | 2006 UA93  | 18 out 2006 | Kitt Peak         | Spacewatch          | —         | MPC                           |
| 266159     | 2006 UZ105 | 18 out 2006 | Kitt Peak         | Spacewatch          | —         | MPC                           |
| 266160     | 2006 UV109 | 19 out 2006 | Kitt Peak         | Spacewatch          | —         | MPC                           |
| 266161     | 2006 UH112 | 19 out 2006 | Kitt Peak         | Spacewatch          | —         | MPC                           |
| 266162     | 2006 UA131 | 19 out 2006 | Kitt Peak         | Spacewatch          | —         | MPC                           |
| 266163     | 2006 UM155 | 21 out 2006 | Catalina          | CSS                 | —         | MPC                           |
| 266164     | 2006 UD160 | 21 out 2006 | Mount Lemmon      | Mount Lemmon Survey | —         | MPC                           |
| 266165     | 2006 UO200 | 21 out 2006 | Kitt Peak         | Spacewatch          | —         | MPC                           |
| 266166     | 2006 UF217 | 28 out 2006 | Mount Lemmon      | Mount Lemmon Survey | —         | MPC                           |
| 266167     | 2006 UN219 | 16 out 2006 | Kitt Peak         | Spacewatch          | —         | MPC                           |
| 266168     | 2006 UY223 | 19 out 2006 | Mount Lemmon      | Mount Lemmon Survey | —         | MPC                           |
| 266169     | 2006 UN225 | 19 out 2006 | Palomar           | NEAT                | —         | MPC                           |
| 266170     | 2006 UC252 | 27 out 2006 | Catalina          | CSS                 | —         | MPC                           |
| 266171     | 2006 UL253 | 27 out 2006 | Mount Lemmon      | Mount Lemmon Survey | —         | MPC                           |
| 266172     | 2006 UW266 | 27 out 2006 | Catalina          | CSS                 | —         | MPC                           |
| 266173     | 2006 UR269 | 27 out 2006 | Kitt Peak         | Spacewatch          | —         | MPC                           |
| 266174     | 2006 UF278 | 28 out 2006 | Kitt Peak         | Spacewatch          | —         | MPC                           |
| 266175     | 2006 UQ282 | 28 out 2006 | Mount Lemmon      | Mount Lemmon Survey | Chloris   | MPC                           |
| 266176     | 2006 UA329 | 21 out 2006 | Mount Lemmon      | Mount Lemmon Survey | —         | MPC                           |
| 266177     | 2006 VT18  | 9 nov 2006  | Kitt Peak         | Spacewatch          | —         | MPC                           |
| 266178     | 2006 VF19  | 9 nov 2006  | Kitt Peak         | Spacewatch          | —         | MPC                           |
| 266179     | 2006 VU35  | 11 nov 2006 | Mount Lemmon      | Mount Lemmon Survey | —         | MPC                           |
| 266180     | 2006 VD43  | 13 nov 2006 | Kitt Peak         | Spacewatch          | —         | MPC                           |
| 266181     | 2006 VX46  | 9 nov 2006  | Kitt Peak         | Spacewatch          | —         | MPC                           |
| 266182     | 2006 VA63  | 11 nov 2006 | Kitt Peak         | Spacewatch          | —         | MPC                           |
| 266183     | 2006 VE75  | 11 nov 2006 | Kitt Peak         | Spacewatch          | —         | MPC                           |
| 266184     | 2006 VM86  | 14 nov 2006 | Socorro           | LINEAR              | —         | MPC                           |
| 266185     | 2006 VS100 | 11 nov 2006 | Catalina          | CSS                 | —         | MPC                           |
| 266186     | 2006 VM101 | 11 nov 2006 | Palomar           | NEAT                | —         | MPC                           |
| 266187     | 2006 VL103 | 12 nov 2006 | Lulin Observatory | H.-C. Lin, Q.-z. Ye | —         | MPC                           |
| 266188     | 2006 VX103 | 12 nov 2006 | Lulin             | H.-C. Lin, Q.-z. Ye | —         | MPC                           |
| 266189     | 2006 VG106 | 13 nov 2006 | Catalina          | CSS                 | —         | MPC                           |
| 266190     | 2006 VS106 | 13 nov 2006 | Catalina          | CSS                 | —         | MPC                           |
| 266191     | 2006 VS109 | 13 nov 2006 | Catalina          | CSS                 | —         | MPC                           |
| 266192     | 2006 VC112 | 13 nov 2006 | Palomar           | NEAT                | —         | MPC                           |
| 266193     | 2006 VC130 | 15 nov 2006 | Kitt Peak         | Spacewatch          | —         | MPC                           |
| 266194     | 2006 VW132 | 15 nov 2006 | Kitt Peak         | Spacewatch          | —         | MPC                           |
| 266195     | 2006 VT134 | 15 nov 2006 | Socorro           | LINEAR              | —         | MPC                           |
| 266196     | 2006 VG152 | 9 nov 2006  | Palomar           | NEAT                | Mitidika  | MPC                           |
| 266197     | 2006 VX168 | 11 nov 2006 | Kitt Peak         | Spacewatch          | —         | MPC                           |
| 266198     | 2006 VQ170 | 15 nov 2006 | Mount Lemmon      | Mount Lemmon Survey | —         | MPC                           |
| 266199     | 2006 WH2   | 17 nov 2006 | Jarnac            | Jarnac Obs.         | —         | MPC                           |
| 266200     | 2006 WK10  | 16 nov 2006 | Kitt Peak         | Spacewatch          | —         | MPC                           |

## 266201–266300
| Designação | Designação | Descoberta  | Descoberta       | Descobridor(es)     | Categoria | Mais informações / Referência |
| Permanente | Provisória | Data        | Local            | Descobridor(es)     | Categoria | Mais informações / Referência |
| ---------- | ---------- | ----------- | ---------------- | ------------------- | --------- | ----------------------------- |
| 266201     | 2006 WZ17  | 17 nov 2006 | Mount Lemmon     | Mount Lemmon Survey | —         | MPC                           |
| 266202     | 2006 WO20  | 17 nov 2006 | Mount Lemmon     | Mount Lemmon Survey | —         | MPC                           |
| 266203     | 2006 WJ28  | 22 nov 2006 | 7300 Observatory | W. K. Y. Yeung      | —         | MPC                           |
| 266204     | 2006 WS56  | 16 nov 2006 | Kitt Peak        | Spacewatch          | —         | MPC                           |
| 266205     | 2006 WR58  | 17 nov 2006 | Kitt Peak        | Spacewatch          | —         | MPC                           |
| 266206     | 2006 WA68  | 17 nov 2006 | Mount Lemmon     | Mount Lemmon Survey | —         | MPC                           |
| 266207     | 2006 WY86  | 18 nov 2006 | Socorro          | LINEAR              | —         | MPC                           |
| 266208     | 2006 WW93  | 19 nov 2006 | Kitt Peak        | Spacewatch          | —         | MPC                           |
| 266209     | 2006 WP96  | 19 nov 2006 | Kitt Peak        | Spacewatch          | —         | MPC                           |
| 266210     | 2006 WE103 | 19 nov 2006 | Kitt Peak        | Spacewatch          | —         | MPC                           |
| 266211     | 2006 WL135 | 18 nov 2006 | Mount Lemmon     | Mount Lemmon Survey | —         | MPC                           |
| 266212     | 2006 WH150 | 20 nov 2006 | Kitt Peak        | Spacewatch          | —         | MPC                           |
| 266213     | 2006 WV153 | 22 nov 2006 | Kitt Peak        | Spacewatch          | —         | MPC                           |
| 266214     | 2006 WV154 | 22 nov 2006 | Kitt Peak        | Spacewatch          | —         | MPC                           |
| 266215     | 2006 WR157 | 22 nov 2006 | Catalina         | CSS                 | —         | MPC                           |
| 266216     | 2006 WV171 | 23 nov 2006 | Kitt Peak        | Spacewatch          | —         | MPC                           |
| 266217     | 2006 WS184 | 27 nov 2006 | Mount Lemmon     | Mount Lemmon Survey | —         | MPC                           |
| 266218     | 2006 WD189 | 24 nov 2006 | Mount Lemmon     | Mount Lemmon Survey | —         | MPC                           |
| 266219     | 2006 WP195 | 30 nov 2006 | Kitt Peak        | Spacewatch          | —         | MPC                           |
| 266220     | 2006 WU198 | 20 nov 2006 | Kitt Peak        | Spacewatch          | —         | MPC                           |
| 266221     | 2006 WA200 | 16 nov 2006 | Kitt Peak        | Spacewatch          | —         | MPC                           |
| 266222     | 2006 WD200 | 17 nov 2006 | Kitt Peak        | Spacewatch          | —         | MPC                           |
| 266223     | 2006 WJ200 | 19 nov 2006 | Kitt Peak        | Spacewatch          | —         | MPC                           |
| 266224     | 2006 WS202 | 21 nov 2006 | Mount Lemmon     | Mount Lemmon Survey | —         | MPC                           |
| 266225     | 2006 WW202 | 27 nov 2006 | Mount Lemmon     | Mount Lemmon Survey | —         | MPC                           |
| 266226     | 2006 WF205 | 19 nov 2006 | Kitt Peak        | Spacewatch          | —         | MPC                           |
| 266227     | 2006 XR    | 9 dez 2006  | Pla D'Arguines   | R. Ferrando         | —         | MPC                           |
| 266228     | 2006 XU4   | 13 dez 2006 | 7300             | W. K. Y. Yeung      | —         | MPC                           |
| 266229     | 2006 XC8   | 9 dez 2006  | Palomar          | NEAT                | Phocaea   | MPC                           |
| 266230     | 2006 XM12  | 10 dez 2006 | Kitt Peak        | Spacewatch          | Mitidika  | MPC                           |
| 266231     | 2006 XK15  | 10 dez 2006 | Kitt Peak        | Spacewatch          | —         | MPC                           |
| 266232     | 2006 XO17  | 10 dez 2006 | Kitt Peak        | Spacewatch          | —         | MPC                           |
| 266233     | 2006 XQ19  | 11 dez 2006 | Kitt Peak        | Spacewatch          | Mitidika  | MPC                           |
| 266234     | 2006 XJ22  | 12 dez 2006 | Kitt Peak        | Spacewatch          | —         | MPC                           |
| 266235     | 2006 XB23  | 12 dez 2006 | Kitt Peak        | Spacewatch          | —         | MPC                           |
| 266236     | 2006 XY24  | 12 dez 2006 | Mount Lemmon     | Mount Lemmon Survey | Mitidika  | MPC                           |
| 266237     | 2006 XK37  | 11 dez 2006 | Kitt Peak        | Spacewatch          | —         | MPC                           |
| 266238     | 2006 XZ39  | 12 dez 2006 | Kitt Peak        | Spacewatch          | —         | MPC                           |
| 266239     | 2006 XT40  | 12 dez 2006 | Kitt Peak        | Spacewatch          | —         | MPC                           |
| 266240     | 2006 XY46  | 13 dez 2006 | Catalina         | CSS                 | —         | MPC                           |
| 266241     | 2006 XD51  | 13 dez 2006 | Kitt Peak        | Spacewatch          | —         | MPC                           |
| 266242     | 2006 XT52  | 14 dez 2006 | Socorro          | LINEAR              | —         | MPC                           |
| 266243     | 2006 XB57  | 13 dez 2006 | Catalina         | CSS                 | —         | MPC                           |
| 266244     | 2006 XX60  | 15 dez 2006 | Palomar          | NEAT                | —         | MPC                           |
| 266245     | 2006 XV63  | 9 dez 2006  | Kitt Peak        | Spacewatch          | —         | MPC                           |
| 266246     | 2006 XH70  | 13 dez 2006 | Kitt Peak        | Spacewatch          | —         | MPC                           |
| 266247     | 2006 XX70  | 13 dez 2006 | Mount Lemmon     | Mount Lemmon Survey | —         | MPC                           |
| 266248     | 2006 XN73  | 15 dez 2006 | Mount Lemmon     | Mount Lemmon Survey | —         | MPC                           |
| 266249     | 2006 YM1   | 16 dez 2006 | Kitt Peak        | Spacewatch          | Mitidika  | MPC                           |
| 266250     | 2006 YO1   | 16 dez 2006 | Mount Lemmon     | Mount Lemmon Survey | —         | MPC                           |
| 266251     | 2006 YE2   | 17 dez 2006 | 7300             | W. K. Y. Yeung      | —         | MPC                           |
| 266252     | 2006 YE3   | 16 dez 2006 | Kitt Peak        | Spacewatch          | —         | MPC                           |
| 266253     | 2006 YB4   | 16 dez 2006 | Kitt Peak        | Spacewatch          | —         | MPC                           |
| 266254     | 2006 YZ8   | 20 dez 2006 | Mount Lemmon     | Mount Lemmon Survey | —         | MPC                           |
| 266255     | 2006 YB9   | 20 dez 2006 | Mount Lemmon     | Mount Lemmon Survey | —         | MPC                           |
| 266256     | 2006 YO16  | 21 dez 2006 | Mount Lemmon     | Mount Lemmon Survey | Mitidika  | MPC                           |
| 266257     | 2006 YA19  | 24 dez 2006 | Catalina         | CSS                 | —         | MPC                           |
| 266258     | 2006 YD19  | 24 dez 2006 | Kitt Peak        | Spacewatch          | —         | MPC                           |
| 266259     | 2006 YK36  | 21 dez 2006 | Kitt Peak        | Spacewatch          | —         | MPC                           |
| 266260     | 2006 YM36  | 21 dez 2006 | Kitt Peak        | Spacewatch          | —         | MPC                           |
| 266261     | 2006 YD37  | 21 dez 2006 | Kitt Peak        | Spacewatch          | —         | MPC                           |
| 266262     | 2006 YY41  | 11 ago 2001 | Palomar          | NEAT                | —         | MPC                           |
| 266263     | 2006 YG43  | 24 dez 2006 | Kitt Peak        | Spacewatch          | —         | MPC                           |
| 266264     | 2006 YC47  | 22 dez 2006 | Socorro          | LINEAR              | —         | MPC                           |
| 266265     | 2007 AY3   | 8 jan 2007  | Catalina         | CSS                 | —         | MPC                           |
| 266266     | 2007 AL6   | 8 jan 2007  | Mount Lemmon     | Mount Lemmon Survey | —         | MPC                           |
| 266267     | 2007 AX9   | 8 jan 2007  | Mount Lemmon     | Mount Lemmon Survey | Phocaea   | MPC                           |
| 266268     | 2007 AE11  | 10 jan 2007 | Mount Lemmon     | Mount Lemmon Survey | —         | MPC                           |
| 266269     | 2007 AM14  | 9 jan 2007  | Mount Lemmon     | Mount Lemmon Survey | Mitidika  | MPC                           |
| 266270     | 2007 AZ15  | 10 jan 2007 | Mount Lemmon     | Mount Lemmon Survey | —         | MPC                           |
| 266271     | 2007 AE16  | 10 jan 2007 | Kitt Peak        | Spacewatch          | —         | MPC                           |
| 266272     | 2007 AN16  | 10 jan 2007 | Mount Lemmon     | Mount Lemmon Survey | —         | MPC                           |
| 266273     | 2007 AX16  | 15 jan 2007 | Catalina         | CSS                 | —         | MPC                           |
| 266274     | 2007 AH20  | 10 jan 2007 | Socorro          | LINEAR              | —         | MPC                           |
| 266275     | 2007 AS22  | 10 jan 2007 | Catalina         | CSS                 | —         | MPC                           |
| 266276     | 2007 AX23  | 10 jan 2007 | Mount Lemmon     | Mount Lemmon Survey | —         | MPC                           |
| 266277     | 2007 AG24  | 10 jan 2007 | Mount Lemmon     | Mount Lemmon Survey | —         | MPC                           |
| 266278     | 2007 BO2   | 17 jan 2007 | Kitt Peak        | Spacewatch          | Mitidika  | MPC                           |
| 266279     | 2007 BD4   | 16 jan 2007 | Socorro          | LINEAR              | —         | MPC                           |
| 266280     | 2007 BE4   | 16 jan 2007 | Socorro          | LINEAR              | —         | MPC                           |
| 266281     | 2007 BK6   | 17 jan 2007 | Palomar          | NEAT                | —         | MPC                           |
| 266282     | 2007 BA7   | 18 jan 2007 | Palomar          | NEAT                | —         | MPC                           |
| 266283     | 2007 BK11  | 17 jan 2007 | Palomar          | NEAT                | —         | MPC                           |
| 266284     | 2007 BO14  | 17 jan 2007 | Kitt Peak        | Spacewatch          | —         | MPC                           |
| 266285     | 2007 BW14  | 17 jan 2007 | Kitt Peak        | Spacewatch          | —         | MPC                           |
| 266286     | 2007 BQ19  | 21 jan 2007 | Altschwendt      | W. Ries             | —         | MPC                           |
| 266287     | 2007 BU29  | 24 jan 2007 | Socorro          | LINEAR              | —         | MPC                           |
| 266288     | 2007 BM31  | 26 jan 2007 | Calvin-Rehoboth  | L. A. Molnar        | —         | MPC                           |
| 266289     | 2007 BQ31  | 21 jan 2007 | Socorro          | LINEAR              | Mitidika  | MPC                           |
| 266290     | 2007 BL36  | 24 jan 2007 | Socorro          | LINEAR              | —         | MPC                           |
| 266291     | 2007 BF42  | 24 jan 2007 | Catalina         | CSS                 | —         | MPC                           |
| 266292     | 2007 BV43  | 24 jan 2007 | Catalina         | CSS                 | —         | MPC                           |
| 266293     | 2007 BB44  | 24 jan 2007 | Catalina         | CSS                 | Mitidika  | MPC                           |
| 266294     | 2007 BW45  | 26 jan 2007 | Anderson Mesa    | LONEOS              | —         | MPC                           |
| 266295     | 2007 BR47  | 26 jan 2007 | Kitt Peak        | Spacewatch          | —         | MPC                           |
| 266296     | 2007 BZ52  | 24 jan 2007 | Kitt Peak        | Spacewatch          | —         | MPC                           |
| 266297     | 2007 BN70  | 27 jan 2007 | Mount Lemmon     | Mount Lemmon Survey | —         | MPC                           |
| 266298     | 2007 BB75  | 27 jan 2007 | Kitt Peak        | Spacewatch          | —         | MPC                           |
| 266299     | 2007 BK78  | 24 jan 2007 | Catalina         | CSS                 | —         | MPC                           |
| 266300     | 2007 BN90  | 19 jan 2007 | Mauna Kea        | Mauna Kea Obs.      | —         | MPC                           |

## 266301–266400
| Designação | Designação | Descoberta  | Descoberta      | Descobridor(es)      | Categoria | Mais informações / Referência |
| Permanente | Provisória | Data        | Local           | Descobridor(es)      | Categoria | Mais informações / Referência |
| ---------- | ---------- | ----------- | --------------- | -------------------- | --------- | ----------------------------- |
| 266301     | 2007 BT101 | 16 jan 2007 | Catalina        | CSS                  | —         | MPC                           |
| 266302     | 2007 CG    | 6 fev 2007  | Mount Lemmon    | Mount Lemmon Survey  | —         | MPC                           |
| 266303     | 2007 CK5   | 7 fev 2007  | Kitt Peak       | Spacewatch           | —         | MPC                           |
| 266304     | 2007 CO8   | 6 fev 2007  | Kitt Peak       | Spacewatch           | —         | MPC                           |
| 266305     | 2007 CW11  | 6 fev 2007  | Palomar         | NEAT                 | Phocaea   | MPC                           |
| 266306     | 2007 CD12  | 6 fev 2007  | Mount Lemmon    | Mount Lemmon Survey  | —         | MPC                           |
| 266307     | 2007 CS14  | 7 fev 2007  | Mount Lemmon    | Mount Lemmon Survey  | —         | MPC                           |
| 266308     | 2007 CR19  | 6 fev 2007  | Kitt Peak       | Spacewatch           | —         | MPC                           |
| 266309     | 2007 CO20  | 6 fev 2007  | Mount Lemmon    | Mount Lemmon Survey  | —         | MPC                           |
| 266310     | 2007 CO29  | 6 fev 2007  | Mount Lemmon    | Mount Lemmon Survey  | —         | MPC                           |
| 266311     | 2007 CK31  | 6 fev 2007  | Mount Lemmon    | Mount Lemmon Survey  | —         | MPC                           |
| 266312     | 2007 CY37  | 6 fev 2007  | Kitt Peak       | Spacewatch           | —         | MPC                           |
| 266313     | 2007 CU40  | 7 fev 2007  | Kitt Peak       | Spacewatch           | —         | MPC                           |
| 266314     | 2007 CO45  | 8 fev 2007  | Palomar         | NEAT                 | —         | MPC                           |
| 266315     | 2007 CQ50  | 9 fev 2007  | Kitt Peak       | Spacewatch           | —         | MPC                           |
| 266316     | 2007 CT52  | 10 fev 2007 | Catalina        | CSS                  | —         | MPC                           |
| 266317     | 2007 CQ56  | 15 fev 2007 | Catalina        | CSS                  | —         | MPC                           |
| 266318     | 2007 CS56  | 15 fev 2007 | Catalina        | CSS                  | —         | MPC                           |
| 266319     | 2007 CV64  | 7 fev 2007  | Mount Lemmon    | Mount Lemmon Survey  | —         | MPC                           |
| 266320     | 2007 CD65  | 7 fev 2007  | Kitt Peak       | Spacewatch           | —         | MPC                           |
| 266321     | 2007 CL65  | 7 fev 2007  | Mount Lemmon    | Mount Lemmon Survey  | —         | MPC                           |
| 266322     | 2007 CU65  | 6 fev 2007  | Kitt Peak       | Spacewatch           | —         | MPC                           |
| 266323     | 2007 DL2   | 16 fev 2007 | Mount Lemmon    | Mount Lemmon Survey  | —         | MPC                           |
| 266324     | 2007 DT2   | 16 fev 2007 | Catalina        | CSS                  | —         | MPC                           |
| 266325     | 2007 DF6   | 17 fev 2007 | Kitt Peak       | Spacewatch           | —         | MPC                           |
| 266326     | 2007 DV9   | 17 fev 2007 | Kitt Peak       | Spacewatch           | —         | MPC                           |
| 266327     | 2007 DN17  | 17 fev 2007 | Kitt Peak       | Spacewatch           | —         | MPC                           |
| 266328     | 2007 DC19  | 17 fev 2007 | Kitt Peak       | Spacewatch           | —         | MPC                           |
| 266329     | 2007 DB24  | 17 fev 2007 | Kitt Peak       | Spacewatch           | —         | MPC                           |
| 266330     | 2007 DH24  | 17 fev 2007 | Kitt Peak       | Spacewatch           | —         | MPC                           |
| 266331     | 2007 DP25  | 17 fev 2007 | Kitt Peak       | Spacewatch           | —         | MPC                           |
| 266332     | 2007 DG38  | 17 fev 2007 | Kitt Peak       | Spacewatch           | —         | MPC                           |
| 266333     | 2007 DJ42  | 16 fev 2007 | Palomar         | NEAT                 | —         | MPC                           |
| 266334     | 2007 DB47  | 21 fev 2007 | Socorro         | LINEAR               | —         | MPC                           |
| 266335     | 2007 DF59  | 22 fev 2007 | Kitt Peak       | Spacewatch           | —         | MPC                           |
| 266336     | 2007 DT59  | 22 fev 2007 | Anderson Mesa   | LONEOS               | —         | MPC                           |
| 266337     | 2007 DD60  | 23 fev 2007 | Mount Lemmon    | Mount Lemmon Survey  | —         | MPC                           |
| 266338     | 2007 DO70  | 21 fev 2007 | Kitt Peak       | Spacewatch           | —         | MPC                           |
| 266339     | 2007 DW74  | 21 fev 2007 | Kitt Peak       | Spacewatch           | —         | MPC                           |
| 266340     | 2007 DW77  | 23 fev 2007 | Kitt Peak       | Spacewatch           | —         | MPC                           |
| 266341     | 2007 DK80  | 23 fev 2007 | Mount Lemmon    | Mount Lemmon Survey  | —         | MPC                           |
| 266342     | 2007 DO86  | 23 fev 2007 | Mount Lemmon    | Mount Lemmon Survey  | —         | MPC                           |
| 266343     | 2007 DT89  | 23 fev 2007 | Mount Lemmon    | Mount Lemmon Survey  | —         | MPC                           |
| 266344     | 2007 DE90  | 23 fev 2007 | Kitt Peak       | Spacewatch           | —         | MPC                           |
| 266345     | 2007 DU93  | 23 fev 2007 | Kitt Peak       | Spacewatch           | —         | MPC                           |
| 266346     | 2007 DE95  | 23 fev 2007 | Kitt Peak       | Spacewatch           | —         | MPC                           |
| 266347     | 2007 DK101 | 26 fev 2007 | Mount Lemmon    | Mount Lemmon Survey  | —         | MPC                           |
| 266348     | 2007 DC102 | 24 fev 2007 | Nyukasa         | Mount Nyukasa Stn.   | —         | MPC                           |
| 266349     | 2007 DA103 | 17 fev 2007 | Palomar         | NEAT                 | —         | MPC                           |
| 266350     | 2007 DN105 | 16 fev 2007 | Catalina        | CSS                  | —         | MPC                           |
| 266351     | 2007 DU105 | 17 fev 2007 | Kitt Peak       | Spacewatch           | —         | MPC                           |
| 266352     | 2007 DG109 | 21 fev 2007 | Mount Lemmon    | Mount Lemmon Survey  | —         | MPC                           |
| 266353     | 2007 DV112 | 16 fev 2007 | Catalina        | CSS                  | —         | MPC                           |
| 266354     | 2007 DT114 | 27 fev 2007 | Kitt Peak       | Spacewatch           | —         | MPC                           |
| 266355     | 2007 DK116 | 26 fev 2007 | Mount Lemmon    | Mount Lemmon Survey  | —         | MPC                           |
| 266356     | 2007 EQ3   | 9 mar 2007  | Catalina        | CSS                  | —         | MPC                           |
| 266357     | 2007 EY9   | 10 mar 2007 | Marly           | P. Kocher            | —         | MPC                           |
| 266358     | 2007 ED25  | 10 mar 2007 | Mount Lemmon    | Mount Lemmon Survey  | —         | MPC                           |
| 266359     | 2007 EU34  | 10 mar 2007 | Palomar         | NEAT                 | —         | MPC                           |
| 266360     | 2007 EH35  | 11 mar 2007 | Kitt Peak       | Spacewatch           | —         | MPC                           |
| 266361     | 2007 EE42  | 9 mar 2007  | Kitt Peak       | Spacewatch           | —         | MPC                           |
| 266362     | 2007 EW48  | 9 mar 2007  | Kitt Peak       | Spacewatch           | —         | MPC                           |
| 266363     | 2007 ED49  | 9 mar 2007  | Kitt Peak       | Spacewatch           | —         | MPC                           |
| 266364     | 2007 ET52  | 11 mar 2007 | Mount Lemmon    | Mount Lemmon Survey  | —         | MPC                           |
| 266365     | 2007 ER56  | 12 mar 2007 | Mount Lemmon    | Mount Lemmon Survey  | —         | MPC                           |
| 266366     | 2007 EO62  | 10 mar 2007 | Kitt Peak       | Spacewatch           | —         | MPC                           |
| 266367     | 2007 EM64  | 10 mar 2007 | Mount Lemmon    | Mount Lemmon Survey  | —         | MPC                           |
| 266368     | 2007 EE66  | 10 mar 2007 | Kitt Peak       | Spacewatch           | —         | MPC                           |
| 266369     | 2007 EY77  | 10 mar 2007 | Mount Lemmon    | Mount Lemmon Survey  | —         | MPC                           |
| 266370     | 2007 EE78  | 10 mar 2007 | Mount Lemmon    | Mount Lemmon Survey  | —         | MPC                           |
| 266371     | 2007 EP78  | 10 mar 2007 | Mount Lemmon    | Mount Lemmon Survey  | —         | MPC                           |
| 266372     | 2007 EM80  | 11 mar 2007 | Kitt Peak       | Spacewatch           | —         | MPC                           |
| 266373     | 2007 EG83  | 12 mar 2007 | Kitt Peak       | Spacewatch           | —         | MPC                           |
| 266374     | 2007 EJ97  | 10 mar 2007 | Palomar         | NEAT                 | —         | MPC                           |
| 266375     | 2007 EN99  | 11 mar 2007 | Kitt Peak       | Spacewatch           | —         | MPC                           |
| 266376     | 2007 EP100 | 11 mar 2007 | Catalina        | CSS                  | —         | MPC                           |
| 266377     | 2007 ED105 | 11 mar 2007 | Mount Lemmon    | Mount Lemmon Survey  | —         | MPC                           |
| 266378     | 2007 ET111 | 11 mar 2007 | Kitt Peak       | Spacewatch           | —         | MPC                           |
| 266379     | 2007 EZ111 | 11 mar 2007 | Kitt Peak       | Spacewatch           | —         | MPC                           |
| 266380     | 2007 ED113 | 12 mar 2007 | Kitt Peak       | Spacewatch           | —         | MPC                           |
| 266381     | 2007 EF115 | 13 mar 2007 | Mount Lemmon    | Mount Lemmon Survey  | —         | MPC                           |
| 266382     | 2007 EN115 | 13 mar 2007 | Mount Lemmon    | Mount Lemmon Survey  | Maria     | MPC                           |
| 266383     | 2007 EE120 | 13 mar 2007 | Mount Lemmon    | Mount Lemmon Survey  | —         | MPC                           |
| 266384     | 2007 EV122 | 14 mar 2007 | Mount Lemmon    | Mount Lemmon Survey  | —         | MPC                           |
| 266385     | 2007 ET124 | 14 mar 2007 | Catalina        | CSS                  | —         | MPC                           |
| 266386     | 2007 EK128 | 9 mar 2007  | Mount Lemmon    | Mount Lemmon Survey  | —         | MPC                           |
| 266387     | 2007 EN131 | 9 mar 2007  | Mount Lemmon    | Mount Lemmon Survey  | —         | MPC                           |
| 266388     | 2007 ET131 | 9 mar 2007  | Mount Lemmon    | Mount Lemmon Survey  | —         | MPC                           |
| 266389     | 2007 EH135 | 10 mar 2007 | Mount Lemmon    | Mount Lemmon Survey  | —         | MPC                           |
| 266390     | 2007 EG139 | 12 mar 2007 | Kitt Peak       | Spacewatch           | —         | MPC                           |
| 266391     | 2007 ET139 | 12 mar 2007 | Kitt Peak       | Spacewatch           | —         | MPC                           |
| 266392     | 2007 EK145 | 12 mar 2007 | Mount Lemmon    | Mount Lemmon Survey  | —         | MPC                           |
| 266393     | 2007 EN150 | 12 mar 2007 | Mount Lemmon    | Mount Lemmon Survey  | —         | MPC                           |
| 266394     | 2007 ED155 | 12 mar 2007 | Kitt Peak       | Spacewatch           | —         | MPC                           |
| 266395     | 2007 EL168 | 13 mar 2007 | Kitt Peak       | Spacewatch           | —         | MPC                           |
| 266396     | 2007 EL170 | 15 mar 2007 | Kitt Peak       | Spacewatch           | —         | MPC                           |
| 266397     | 2007 EE171 | 11 mar 2007 | Calvin-Rehoboth | Calvin–Rehoboth Obs. | —         | MPC                           |
| 266398     | 2007 EC183 | 12 mar 2007 | Mount Lemmon    | Mount Lemmon Survey  | —         | MPC                           |
| 266399     | 2007 EA187 | 15 mar 2007 | Mount Lemmon    | Mount Lemmon Survey  | —         | MPC                           |
| 266400     | 2007 EW187 | 15 mar 2007 | Catalina        | CSS                  | —         | MPC                           |

## 266401–266500
| Designação       | Designação | Descoberta  | Descoberta        | Descobridor(es)       | Categoria | Mais informações / Referência |
| Permanente       | Provisória | Data        | Local             | Descobridor(es)       | Categoria | Mais informações / Referência |
| ---------------- | ---------- | ----------- | ----------------- | --------------------- | --------- | ----------------------------- |
| 266401           | 2007 EO200 | 14 mar 2007 | Mount Lemmon      | Mount Lemmon Survey   | —         | MPC                           |
| 266402           | 2007 EF205 | 11 mar 2007 | Kitt Peak         | Spacewatch            | —         | MPC                           |
| 266403           | 2007 EK211 | 8 mar 2007  | Palomar           | NEAT                  | —         | MPC                           |
| 266404           | 2007 EG219 | 13 mar 2007 | Kitt Peak         | Spacewatch            | —         | MPC                           |
| 266405           | 2007 EB223 | 10 mar 2007 | Palomar           | NEAT                  | Ursula    | MPC                           |
| 266406           | 2007 FQ2   | 16 mar 2007 | Catalina          | CSS                   | —         | MPC                           |
| 266407           | 2007 FZ10  | 16 mar 2007 | Kitt Peak         | Spacewatch            | —         | MPC                           |
| 266408           | 2007 FR16  | 20 mar 2007 | Mount Lemmon      | Mount Lemmon Survey   | —         | MPC                           |
| 266409           | 2007 FE17  | 20 mar 2007 | Mount Lemmon      | Mount Lemmon Survey   | —         | MPC                           |
| 266410           | 2007 FO25  | 20 mar 2007 | Kitt Peak         | Spacewatch            | —         | MPC                           |
| 266411           | 2007 FP27  | 20 mar 2007 | Mount Lemmon      | Mount Lemmon Survey   | —         | MPC                           |
| 266412           | 2007 FB29  | 20 mar 2007 | Mount Lemmon      | Mount Lemmon Survey   | —         | MPC                           |
| 266413           | 2007 FJ31  | 20 mar 2007 | Mount Lemmon      | Mount Lemmon Survey   | —         | MPC                           |
| 266414           | 2007 FG38  | 27 mar 2007 | Siding Spring     | SSS                   | —         | MPC                           |
| 266415           | 2007 FV38  | 27 mar 2007 | Siding Spring     | SSS                   | —         | MPC                           |
| 266416           | 2007 FE39  | 30 mar 2007 | Palomar           | NEAT                  | —         | MPC                           |
| 266417           | 2007 FX43  | 16 mar 2007 | Mount Lemmon      | Mount Lemmon Survey   | —         | MPC                           |
| 266418           | 2007 GM3   | 8 abr 2007  | Palomar           | NEAT                  | —         | MPC                           |
| 266419           | 2007 GH4   | 9 abr 2007  | Bergisch Gladbach | W. Bickel             | —         | MPC                           |
| 266420           | 2007 GL10  | 11 abr 2007 | Kitt Peak         | Spacewatch            | Phocaea   | MPC                           |
| 266421           | 2007 GG17  | 11 abr 2007 | Kitt Peak         | Spacewatch            | Brangane  | MPC                           |
| 266422           | 2007 GH18  | 11 abr 2007 | Catalina          | CSS                   | —         | MPC                           |
| 266423           | 2007 GG23  | 11 abr 2007 | Mount Lemmon      | Mount Lemmon Survey   | —         | MPC                           |
| 266424           | 2007 GR34  | 14 abr 2007 | Kitt Peak         | Spacewatch            | —         | MPC                           |
| 266425           | 2007 GS43  | 14 abr 2007 | Mount Lemmon      | Mount Lemmon Survey   | —         | MPC                           |
| 266426           | 2007 GT44  | 14 abr 2007 | Kitt Peak         | Spacewatch            | —         | MPC                           |
| 266427           | 2007 GM51  | 11 abr 2007 | Catalina          | CSS                   | —         | MPC                           |
| 266428           | 2007 GM52  | 14 abr 2007 | Kitt Peak         | Spacewatch            | —         | MPC                           |
| 266429           | 2007 GQ58  | 15 abr 2007 | Mount Lemmon      | Mount Lemmon Survey   | —         | MPC                           |
| 266430           | 2007 GK59  | 15 abr 2007 | Kitt Peak         | Spacewatch            | Themis    | MPC                           |
| 266431           | 2007 GX66  | 15 abr 2007 | Kitt Peak         | Spacewatch            | —         | MPC                           |
| 266432           | 2007 GZ68  | 15 abr 2007 | Mount Lemmon      | Mount Lemmon Survey   | —         | MPC                           |
| 266433           | 2007 GM75  | 15 abr 2007 | Catalina          | CSS                   | —         | MPC                           |
| 266434           | 2007 GN77  | 15 abr 2007 | Kitt Peak         | Spacewatch            | —         | MPC                           |
| 266435           | 2007 HF6   | 16 abr 2007 | Catalina          | CSS                   | —         | MPC                           |
| 266436           | 2007 HY6   | 16 abr 2007 | Anderson Mesa     | LONEOS                | —         | MPC                           |
| 266437           | 2007 HG7   | 16 abr 2007 | Catalina          | CSS                   | Phocaea   | MPC                           |
| 266438           | 2007 HZ23  | 18 abr 2007 | Kitt Peak         | Spacewatch            | —         | MPC                           |
| 266439           | 2007 HY26  | 18 abr 2007 | Kitt Peak         | Spacewatch            | —         | MPC                           |
| 266440           | 2007 HK36  | 19 abr 2007 | Kitt Peak         | Spacewatch            | —         | MPC                           |
| 266441           | 2007 HM49  | 20 abr 2007 | Kitt Peak         | Spacewatch            | Ursula    | MPC                           |
| 266442           | 2007 HC65  | 22 abr 2007 | Mount Lemmon      | Mount Lemmon Survey   | —         | MPC                           |
| 266443           | 2007 HK70  | 19 abr 2007 | Mount Lemmon      | Mount Lemmon Survey   | —         | MPC                           |
| 266444           | 2007 HP81  | 25 abr 2007 | Mount Lemmon      | Mount Lemmon Survey   | —         | MPC                           |
| 266445           | 2007 HR82  | 21 abr 2007 | Lulin Observatory | LUSS                  | —         | MPC                           |
| 266446           | 2007 HR86  | 24 abr 2007 | Kitt Peak         | Spacewatch            | —         | MPC                           |
| 266447           | 2007 HU94  | 26 abr 2007 | Mount Lemmon      | Mount Lemmon Survey   | —         | MPC                           |
| 266448           | 2007 HV94  | 23 abr 2007 | Mount Lemmon      | Mount Lemmon Survey   | —         | MPC                           |
| 266449           | 2007 JE    | 7 mai 2007  | Kitt Peak         | Spacewatch            | —         | MPC                           |
| 266450           | 2007 JH2   | 7 mai 2007  | Mount Lemmon      | Mount Lemmon Survey   | —         | MPC                           |
| 266451           | 2007 JK14  | 10 mai 2007 | Kitt Peak         | Spacewatch            | —         | MPC                           |
| 266452           | 2007 JT26  | 9 mai 2007  | Kitt Peak         | Spacewatch            | Brangane  | MPC                           |
| 266453           | 2007 JR30  | 11 mai 2007 | Catalina          | CSS                   | —         | MPC                           |
| 266454           | 2007 JQ33  | 12 mai 2007 | Mount Lemmon      | Mount Lemmon Survey   | —         | MPC                           |
| 266455           | 2007 JH42  | 9 mai 2007  | Mount Lemmon      | Mount Lemmon Survey   | —         | MPC                           |
| 266456           | 2007 KS2   | 21 mai 2007 | Tiki              | S. F. Hönig, N. Teamo | —         | MPC                           |
| 266457           | 2007 LB    | 5 jun 2007  | Catalina          | CSS                   | —         | MPC                           |
| 266458           | 2007 LN2   | 8 jun 2007  | Kitt Peak         | Spacewatch            | —         | MPC                           |
| 266459           | 2007 LA13  | 9 jun 2007  | Kitt Peak         | Spacewatch            | —         | MPC                           |
| 266460           | 2007 LS18  | 8 jun 2007  | Kitt Peak         | Spacewatch            | Charis    | MPC                           |
| 266461           | 2007 LV20  | 11 jun 2007 | Kitt Peak         | Spacewatch            | —         | MPC                           |
| 266462           | 2007 LO24  | 14 jun 2007 | Kitt Peak         | Spacewatch            | —         | MPC                           |
| 266463           | 2007 LD36  | 10 jun 2007 | Kitt Peak         | Spacewatch            | Brangane  | MPC                           |
| 266464           | 2007 LP36  | 10 jun 2007 | Kitt Peak         | Spacewatch            | —         | MPC                           |
| 266465 Andalucia | 2007 OH    | 16 jul 2007 | La Sagra          | Mallorca Obs.         | —         | MPC                           |
| 266466           | 2007 PZ17  | 9 ago 2007  | Socorro           | LINEAR                | —         | MPC                           |
| 266467           | 2007 RN12  | 11 set 2007 | Siding Spring     | SSS                   | —         | MPC                           |
| 266468           | 2007 RY145 | 14 set 2007 | Socorro           | LINEAR                | —         | MPC                           |
| 266469           | 2007 VQ9   | 3 nov 2007  | Kitt Peak         | Spacewatch            | Phocaea   | MPC                           |
| 266470           | 2007 VJ326 | 3 nov 2007  | Mount Lemmon      | Mount Lemmon Survey   | —         | MPC                           |
| 266471           | 2007 YB1   | 16 dez 2007 | La Sagra          | Mallorca Obs.         | —         | MPC                           |
| 266472           | 2008 AT62  | 11 jan 2008 | Mount Lemmon      | Mount Lemmon Survey   | —         | MPC                           |
| 266473           | 2008 AT90  | 13 jan 2008 | Kitt Peak         | Spacewatch            | —         | MPC                           |
| 266474           | 2008 AH107 | 15 jan 2008 | Kitt Peak         | Spacewatch            | —         | MPC                           |
| 266475           | 2008 AE113 | 1 jan 2008  | Catalina          | CSS                   | —         | MPC                           |
| 266476           | 2008 BS22  | 31 jan 2008 | Mount Lemmon      | Mount Lemmon Survey   | —         | MPC                           |
| 266477           | 2008 CX4   | 3 fev 2008  | Socorro           | LINEAR                | —         | MPC                           |
| 266478           | 2008 CA41  | 2 fev 2008  | Kitt Peak         | Spacewatch            | —         | MPC                           |
| 266479           | 2008 CM41  | 2 fev 2008  | Kitt Peak         | Spacewatch            | —         | MPC                           |
| 266480           | 2008 CS44  | 2 fev 2008  | Kitt Peak         | Spacewatch            | —         | MPC                           |
| 266481           | 2008 CB54  | 7 fev 2008  | Catalina          | CSS                   | —         | MPC                           |
| 266482           | 2008 CV59  | 7 fev 2008  | Kitt Peak         | Spacewatch            | —         | MPC                           |
| 266483           | 2008 CM91  | 8 fev 2008  | Kitt Peak         | Spacewatch            | —         | MPC                           |
| 266484           | 2008 CP100 | 9 fev 2008  | Kitt Peak         | Spacewatch            | —         | MPC                           |
| 266485           | 2008 CH149 | 9 fev 2008  | Kitt Peak         | Spacewatch            | —         | MPC                           |
| 266486           | 2008 CC166 | 10 fev 2008 | Mount Lemmon      | Mount Lemmon Survey   | —         | MPC                           |
| 266487           | 2008 CE176 | 6 fev 2008  | Socorro           | LINEAR                | —         | MPC                           |
| 266488           | 2008 CF201 | 13 fev 2008 | Mount Lemmon      | Mount Lemmon Survey   | —         | MPC                           |
| 266489           | 2008 CU211 | 6 fev 2008  | Catalina          | CSS                   | —         | MPC                           |
| 266490           | 2008 DF15  | 26 fev 2008 | Mount Lemmon      | Mount Lemmon Survey   | —         | MPC                           |
| 266491           | 2008 DL19  | 27 fev 2008 | Kitt Peak         | Spacewatch            | —         | MPC                           |
| 266492           | 2008 DY20  | 28 fev 2008 | Kitt Peak         | Spacewatch            | —         | MPC                           |
| 266493           | 2008 DG44  | 28 fev 2008 | Kitt Peak         | Spacewatch            | —         | MPC                           |
| 266494           | 2008 DY47  | 28 fev 2008 | Mount Lemmon      | Mount Lemmon Survey   | —         | MPC                           |
| 266495           | 2008 DC55  | 26 fev 2008 | Kitt Peak         | Spacewatch            | —         | MPC                           |
| 266496           | 2008 DU67  | 29 fev 2008 | Kitt Peak         | Spacewatch            | —         | MPC                           |
| 266497           | 2008 DO83  | 28 fev 2008 | Mount Lemmon      | Mount Lemmon Survey   | Mitidika  | MPC                           |
| 266498           | 2008 DF84  | 18 fev 2008 | Mount Lemmon      | Mount Lemmon Survey   | —         | MPC                           |
| 266499           | 2008 DS85  | 28 fev 2008 | Kitt Peak         | Spacewatch            | —         | MPC                           |
| 266500           | 2008 EH3   | 28 set 2003 | Anderson Mesa     | LONEOS                | —         | MPC                           |

## 266501–266600
| Designação | Designação | Descoberta  | Descoberta    | Descobridor(es)     | Categoria | Mais informações / Referência |
| Permanente | Provisória | Data        | Local         | Descobridor(es)     | Categoria | Mais informações / Referência |
| ---------- | ---------- | ----------- | ------------- | ------------------- | --------- | ----------------------------- |
| 266501     | 2008 EN11  | 1 mar 2008  | Kitt Peak     | Spacewatch          | —         | MPC                           |
| 266502     | 2008 ET15  | 1 mar 2008  | Kitt Peak     | Spacewatch          | —         | MPC                           |
| 266503     | 2008 ED18  | 1 mar 2008  | Kitt Peak     | Spacewatch          | —         | MPC                           |
| 266504     | 2008 EX20  | 2 mar 2008  | Kitt Peak     | Spacewatch          | —         | MPC                           |
| 266505     | 2008 EL40  | 4 mar 2008  | Kitt Peak     | Spacewatch          | —         | MPC                           |
| 266506     | 2008 EF41  | 4 mar 2008  | Kitt Peak     | Spacewatch          | —         | MPC                           |
| 266507     | 2008 EF42  | 4 mar 2008  | Kitt Peak     | Spacewatch          | —         | MPC                           |
| 266508     | 2008 EQ44  | 5 mar 2008  | Kitt Peak     | Spacewatch          | —         | MPC                           |
| 266509     | 2008 EM54  | 6 mar 2008  | Kitt Peak     | Spacewatch          | —         | MPC                           |
| 266510     | 2008 EU54  | 6 mar 2008  | Kitt Peak     | Spacewatch          | —         | MPC                           |
| 266511     | 2008 EO64  | 9 mar 2008  | Mount Lemmon  | Mount Lemmon Survey | —         | MPC                           |
| 266512     | 2008 EW72  | 6 mar 2008  | Mount Lemmon  | Mount Lemmon Survey | —         | MPC                           |
| 266513     | 2008 EG75  | 7 mar 2008  | Kitt Peak     | Spacewatch          | —         | MPC                           |
| 266514     | 2008 EA77  | 7 mar 2008  | Kitt Peak     | Spacewatch          | —         | MPC                           |
| 266515     | 2008 ED120 | 9 mar 2008  | Kitt Peak     | Spacewatch          | —         | MPC                           |
| 266516     | 2008 EU137 | 11 mar 2008 | Kitt Peak     | Spacewatch          | —         | MPC                           |
| 266517     | 2008 EM140 | 12 mar 2008 | Kitt Peak     | Spacewatch          | —         | MPC                           |
| 266518     | 2008 EP148 | 2 mar 2008  | Kitt Peak     | Spacewatch          | —         | MPC                           |
| 266519     | 2008 EC151 | 10 mar 2008 | Kitt Peak     | Spacewatch          | —         | MPC                           |
| 266520     | 2008 ET152 | 11 mar 2008 | Kitt Peak     | Spacewatch          | —         | MPC                           |
| 266521     | 2008 ER165 | 9 ago 2004  | Siding Spring | SSS                 | —         | MPC                           |
| 266522     | 2008 EJ166 | 5 mar 2008  | Mount Lemmon  | Mount Lemmon Survey | —         | MPC                           |
| 266523     | 2008 ER167 | 9 mar 2008  | Socorro       | LINEAR              | —         | MPC                           |
| 266524     | 2008 FX3   | 25 mar 2008 | Kitt Peak     | Spacewatch          | —         | MPC                           |
| 266525     | 2008 FN15  | 26 mar 2008 | Kitt Peak     | Spacewatch          | Phocaea   | MPC                           |
| 266526     | 2008 FX20  | 27 mar 2008 | Kitt Peak     | Spacewatch          | —         | MPC                           |
| 266527     | 2008 FE26  | 27 mar 2008 | Mount Lemmon  | Mount Lemmon Survey | —         | MPC                           |
| 266528     | 2008 FQ26  | 27 mar 2008 | Kitt Peak     | Spacewatch          | Mitidika  | MPC                           |
| 266529     | 2008 FF27  | 27 mar 2008 | Kitt Peak     | Spacewatch          | —         | MPC                           |
| 266530     | 2008 FE30  | 28 mar 2008 | Kitt Peak     | Spacewatch          | —         | MPC                           |
| 266531     | 2008 FT44  | 28 mar 2008 | Mount Lemmon  | Mount Lemmon Survey | —         | MPC                           |
| 266532     | 2008 FZ53  | 28 mar 2008 | Mount Lemmon  | Mount Lemmon Survey | —         | MPC                           |
| 266533     | 2008 FP57  | 28 mar 2008 | Kitt Peak     | Spacewatch          | —         | MPC                           |
| 266534     | 2008 FR57  | 28 mar 2008 | Mount Lemmon  | Mount Lemmon Survey | —         | MPC                           |
| 266535     | 2008 FV64  | 28 mar 2008 | Kitt Peak     | Spacewatch          | —         | MPC                           |
| 266536     | 2008 FN68  | 28 mar 2008 | Mount Lemmon  | Mount Lemmon Survey | —         | MPC                           |
| 266537     | 2008 FP84  | 28 mar 2008 | Mount Lemmon  | Mount Lemmon Survey | Mitidika  | MPC                           |
| 266538     | 2008 FY95  | 29 mar 2008 | Catalina      | CSS                 | —         | MPC                           |
| 266539     | 2008 FG96  | 29 mar 2008 | Mount Lemmon  | Mount Lemmon Survey | —         | MPC                           |
| 266540     | 2008 FS100 | 30 mar 2008 | Kitt Peak     | Spacewatch          | —         | MPC                           |
| 266541     | 2008 FA106 | 31 mar 2008 | Kitt Peak     | Spacewatch          | —         | MPC                           |
| 266542     | 2008 FT106 | 31 mar 2008 | Kitt Peak     | Spacewatch          | —         | MPC                           |
| 266543     | 2008 FZ112 | 31 mar 2008 | Kitt Peak     | Spacewatch          | —         | MPC                           |
| 266544     | 2008 FV118 | 31 mar 2008 | Mount Lemmon  | Mount Lemmon Survey | —         | MPC                           |
| 266545     | 2008 FO123 | 29 mar 2008 | Kitt Peak     | Spacewatch          | —         | MPC                           |
| 266546     | 2008 FA124 | 29 mar 2008 | Kitt Peak     | Spacewatch          | —         | MPC                           |
| 266547     | 2008 FN129 | 31 mar 2008 | Kitt Peak     | Spacewatch          | —         | MPC                           |
| 266548     | 2008 FN132 | 28 mar 2008 | Kitt Peak     | Spacewatch          | —         | MPC                           |
| 266549     | 2008 FG134 | 29 mar 2008 | Mount Lemmon  | Mount Lemmon Survey | —         | MPC                           |
| 266550     | 2008 GY5   | 1 abr 2008  | Kitt Peak     | Spacewatch          | —         | MPC                           |
| 266551     | 2008 GA15  | 3 abr 2008  | Mount Lemmon  | Mount Lemmon Survey | Chloris   | MPC                           |
| 266552     | 2008 GN20  | 7 abr 2008  | Mayhill       | W. G. Dillon        | —         | MPC                           |
| 266553     | 2008 GX32  | 3 abr 2008  | Kitt Peak     | Spacewatch          | —         | MPC                           |
| 266554     | 2008 GU34  | 3 abr 2008  | Mount Lemmon  | Mount Lemmon Survey | —         | MPC                           |
| 266555     | 2008 GX37  | 3 abr 2008  | Kitt Peak     | Spacewatch          | —         | MPC                           |
| 266556     | 2008 GB38  | 3 abr 2008  | Kitt Peak     | Spacewatch          | —         | MPC                           |
| 266557     | 2008 GF38  | 3 abr 2008  | Kitt Peak     | Spacewatch          | —         | MPC                           |
| 266558     | 2008 GR38  | 3 abr 2008  | Mount Lemmon  | Mount Lemmon Survey | —         | MPC                           |
| 266559     | 2008 GU47  | 4 abr 2008  | Kitt Peak     | Spacewatch          | —         | MPC                           |
| 266560     | 2008 GN54  | 5 abr 2008  | Mount Lemmon  | Mount Lemmon Survey | —         | MPC                           |
| 266561     | 2008 GR60  | 5 abr 2008  | Catalina      | CSS                 | —         | MPC                           |
| 266562     | 2008 GJ62  | 5 abr 2008  | Catalina      | CSS                 | —         | MPC                           |
| 266563     | 2008 GD63  | 5 abr 2008  | Catalina      | CSS                 | —         | MPC                           |
| 266564     | 2008 GX69  | 6 abr 2008  | Mount Lemmon  | Mount Lemmon Survey | —         | MPC                           |
| 266565     | 2008 GZ76  | 7 abr 2008  | Kitt Peak     | Spacewatch          | —         | MPC                           |
| 266566     | 2008 GH105 | 11 abr 2008 | Kitt Peak     | Spacewatch          | —         | MPC                           |
| 266567     | 2008 GY115 | 11 abr 2008 | Kitt Peak     | Spacewatch          | —         | MPC                           |
| 266568     | 2008 GP120 | 12 abr 2008 | Catalina      | CSS                 | —         | MPC                           |
| 266569     | 2008 GD122 | 13 abr 2008 | Kitt Peak     | Spacewatch          | —         | MPC                           |
| 266570     | 2008 GG129 | 2 abr 2008  | Kitt Peak     | Spacewatch          | —         | MPC                           |
| 266571     | 2008 GW129 | 4 abr 2008  | Mount Lemmon  | Mount Lemmon Survey | —         | MPC                           |
| 266572     | 2008 GH132 | 12 abr 2008 | Kitt Peak     | Spacewatch          | —         | MPC                           |
| 266573     | 2008 HH1   | 24 abr 2008 | Kitt Peak     | Spacewatch          | —         | MPC                           |
| 266574     | 2008 HK3   | 24 abr 2008 | Andrushivka   | Andrushivka Obs.    | —         | MPC                           |
| 266575     | 2008 HT5   | 24 abr 2008 | Kitt Peak     | Spacewatch          | —         | MPC                           |
| 266576     | 2008 HO7   | 24 abr 2008 | Kitt Peak     | Spacewatch          | —         | MPC                           |
| 266577     | 2008 HQ11  | 24 abr 2008 | Kitt Peak     | Spacewatch          | —         | MPC                           |
| 266578     | 2008 HS11  | 24 abr 2008 | Catalina      | CSS                 | —         | MPC                           |
| 266579     | 2008 HA14  | 25 abr 2008 | Kitt Peak     | Spacewatch          | —         | MPC                           |
| 266580     | 2008 HL18  | 26 abr 2008 | Kitt Peak     | Spacewatch          | —         | MPC                           |
| 266581     | 2008 HG20  | 26 abr 2008 | Mount Lemmon  | Mount Lemmon Survey | —         | MPC                           |
| 266582     | 2008 HC25  | 27 abr 2008 | Kitt Peak     | Spacewatch          | —         | MPC                           |
| 266583     | 2008 HT28  | 28 abr 2008 | Kitt Peak     | Spacewatch          | —         | MPC                           |
| 266584     | 2008 HT33  | 26 abr 2008 | Kitt Peak     | Spacewatch          | —         | MPC                           |
| 266585     | 2008 HE35  | 28 abr 2008 | Kitt Peak     | Spacewatch          | —         | MPC                           |
| 266586     | 2008 HF47  | 28 abr 2008 | Kitt Peak     | Spacewatch          | —         | MPC                           |
| 266587     | 2008 HN49  | 29 abr 2008 | Mount Lemmon  | Mount Lemmon Survey | —         | MPC                           |
| 266588     | 2008 HO55  | 29 abr 2008 | Kitt Peak     | Spacewatch          | —         | MPC                           |
| 266589     | 2008 HN61  | 30 abr 2008 | Mount Lemmon  | Mount Lemmon Survey | —         | MPC                           |
| 266590     | 2008 HE65  | 29 abr 2008 | Mount Lemmon  | Mount Lemmon Survey | —         | MPC                           |
| 266591     | 2008 HX68  | 30 abr 2008 | Kitt Peak     | Spacewatch          | —         | MPC                           |
| 266592     | 2008 HN70  | 29 abr 2008 | Socorro       | LINEAR              | —         | MPC                           |
| 266593     | 2008 JU    | 1 mai 2008  | Catalina      | CSS                 | —         | MPC                           |
| 266594     | 2008 JT4   | 2 mai 2008  | Catalina      | CSS                 | —         | MPC                           |
| 266595     | 2008 JD10  | 3 mai 2008  | Kitt Peak     | Spacewatch          | —         | MPC                           |
| 266596     | 2008 JB13  | 3 mai 2008  | Kitt Peak     | Spacewatch          | —         | MPC                           |
| 266597     | 2008 JX14  | 6 mai 2008  | Dauban        | F. Kugel            | —         | MPC                           |
| 266598     | 2008 JM25  | 6 mai 2008  | Kitt Peak     | Spacewatch          | —         | MPC                           |
| 266599     | 2008 JP25  | 7 mai 2008  | Kitt Peak     | Spacewatch          | Mitidika  | MPC                           |
| 266600     | 2008 JA26  | 8 mai 2008  | Mount Lemmon  | Mount Lemmon Survey | Chloris   | MPC                           |

## 266601–266700
| Designação    | Designação | Descoberta  | Descoberta      | Descobridor(es)       | Categoria | Mais informações / Referência |
| Permanente    | Provisória | Data        | Local           | Descobridor(es)       | Categoria | Mais informações / Referência |
| ------------- | ---------- | ----------- | --------------- | --------------------- | --------- | ----------------------------- |
| 266601        | 2008 JV30  | 14 mai 2008 | Kitt Peak       | Spacewatch            | —         | MPC                           |
| 266602        | 2008 JH31  | 5 mai 2008  | Mount Lemmon    | Mount Lemmon Survey   | —         | MPC                           |
| 266603        | 2008 JC37  | 13 mai 2008 | Mount Lemmon    | Mount Lemmon Survey   | Mitidika  | MPC                           |
| 266604        | 2008 KA8   | 27 mai 2008 | Kitt Peak       | Spacewatch            | —         | MPC                           |
| 266605        | 2008 KV20  | 28 mai 2008 | Mount Lemmon    | Mount Lemmon Survey   | —         | MPC                           |
| 266606        | 2008 KR38  | 30 mai 2008 | Kitt Peak       | Spacewatch            | —         | MPC                           |
| 266607        | 2008 LV15  | 10 jun 2008 | Kitt Peak       | Spacewatch            | —         | MPC                           |
| 266608        | 2008 LT16  | 14 jun 2008 | Eskridge        | G. Hug                | —         | MPC                           |
| 266609        | 2008 MR    | 26 jun 2008 | La Sagra        | Mallorca Obs.         | —         | MPC                           |
| 266610        | 2008 OK3   | 27 jul 2008 | Bisei SG Center | BATTeRS               | Eos       | MPC                           |
| 266611        | 2008 OK9   | 29 jul 2008 | La Sagra        | Mallorca Obs.         | —         | MPC                           |
| 266612        | 2008 OQ9   | 29 jul 2008 | La Sagra        | Mallorca Obs.         | —         | MPC                           |
| 266613        | 2008 OQ10  | 31 jul 2008 | Hibiscus        | S. F. Hönig, N. Teamo | —         | MPC                           |
| 266614        | 2008 OV10  | 30 jul 2008 | Reedy Creek     | J. Broughton          | —         | MPC                           |
| 266615        | 2008 OD12  | 25 jul 2008 | La Sagra        | Mallorca Obs.         | —         | MPC                           |
| 266616        | 2008 OZ17  | 30 jul 2008 | Kitt Peak       | Spacewatch            | Brangane  | MPC                           |
| 266617        | 2008 OX23  | 30 jul 2008 | Kitt Peak       | Spacewatch            | Phocaea   | MPC                           |
| 266618        | 2008 PF4   | 3 ago 2008  | Pla D'Arguines  | R. Ferrando           | —         | MPC                           |
| 266619        | 2008 PC6   | 4 ago 2008  | La Sagra        | Mallorca Obs.         | —         | MPC                           |
| 266620        | 2008 PS13  | 10 ago 2008 | Dauban          | F. Kugel              | —         | MPC                           |
| 266621        | 2008 PY16  | 7 ago 2008  | Tiki            | N. Teamo              | —         | MPC                           |
| 266622 Málna  | 2008 QO3   | 24 ago 2008 | Piszkéstető     | K. Sárneczky          | —         | MPC                           |
| 266623        | 2008 QF5   | 22 ago 2008 | Kitt Peak       | Spacewatch            | —         | MPC                           |
| 266624        | 2008 QH8   | 25 ago 2008 | La Sagra        | Mallorca Obs.         | —         | MPC                           |
| 266625        | 2008 QL10  | 26 ago 2008 | La Sagra        | Mallorca Obs.         | —         | MPC                           |
| 266626        | 2008 QP21  | 26 ago 2008 | Socorro         | LINEAR                | —         | MPC                           |
| 266627        | 2008 QL26  | 29 ago 2008 | La Sagra        | Mallorca Obs.         | —         | MPC                           |
| 266628        | 2008 QT30  | 30 ago 2008 | Socorro         | LINEAR                | —         | MPC                           |
| 266629        | 2008 QL47  | 23 ago 2008 | Kitt Peak       | Spacewatch            | —         | MPC                           |
| 266630        | 2008 RX5   | 2 set 2008  | Kitt Peak       | Spacewatch            | —         | MPC                           |
| 266631        | 2008 RC73  | 6 set 2008  | Mount Lemmon    | Mount Lemmon Survey   | —         | MPC                           |
| 266632        | 2008 RE73  | 6 set 2008  | Mount Lemmon    | Mount Lemmon Survey   | —         | MPC                           |
| 266633        | 2008 RB78  | 9 set 2008  | Bisei SG Center | BATTeRS               | Brangane  | MPC                           |
| 266634        | 2008 RH82  | 4 set 2008  | Kitt Peak       | Spacewatch            | —         | MPC                           |
| 266635        | 2008 RS82  | 4 set 2008  | Kitt Peak       | Spacewatch            | —         | MPC                           |
| 266636        | 2008 RV95  | 7 set 2008  | Catalina        | CSS                   | Ursula    | MPC                           |
| 266637        | 2008 RN99  | 2 set 2008  | Kitt Peak       | Spacewatch            | —         | MPC                           |
| 266638        | 2008 RQ115 | 7 set 2008  | Mount Lemmon    | Mount Lemmon Survey   | —         | MPC                           |
| 266639        | 2008 RL127 | 6 set 2008  | Kitt Peak       | Spacewatch            | —         | MPC                           |
| 266640        | 2008 RY135 | 4 set 2008  | Kitt Peak       | Spacewatch            | —         | MPC                           |
| 266641        | 2008 SH14  | 19 set 2008 | Kitt Peak       | Spacewatch            | Ursula    | MPC                           |
| 266642        | 2008 SE16  | 19 set 2008 | Kitt Peak       | Spacewatch            | —         | MPC                           |
| 266643        | 2008 SF62  | 21 set 2008 | Kitt Peak       | Spacewatch            | —         | MPC                           |
| 266644        | 2008 SP143 | 24 set 2008 | Mount Lemmon    | Mount Lemmon Survey   | Vesta     | MPC                           |
| 266645        | 2008 SS202 | 26 set 2008 | Kitt Peak       | Spacewatch            | —         | MPC                           |
| 266646 Zaphod | 2008 SD209 | 28 set 2008 | Charleston      | ARO                   | —         | MPC                           |
| 266647        | 2008 SH229 | 28 set 2008 | Mount Lemmon    | Mount Lemmon Survey   | Vesta     | MPC                           |
| 266648        | 2008 SX260 | 23 set 2008 | Mount Lemmon    | Mount Lemmon Survey   | Vesta     | MPC                           |
| 266649        | 2008 SG287 | 23 set 2008 | Kitt Peak       | Spacewatch            | Juno      | MPC                           |
| 266650        | 2008 TS1   | 2 out 2008  | Socorro         | LINEAR                | —         | MPC                           |
| 266651        | 2008 TY4   | 1 out 2008  | La Sagra        | Mallorca Obs.         | —         | MPC                           |
| 266652        | 2008 TA30  | 1 out 2008  | Mount Lemmon    | Mount Lemmon Survey   | —         | MPC                           |
| 266653        | 2008 TS30  | 1 out 2008  | Kitt Peak       | Spacewatch            | —         | MPC                           |
| 266654        | 2008 TL87  | 3 out 2008  | Kitt Peak       | Spacewatch            | —         | MPC                           |
| 266655        | 2008 TT121 | 7 out 2008  | Catalina        | CSS                   | —         | MPC                           |
| 266656        | 2008 TG142 | 9 out 2008  | Mount Lemmon    | Mount Lemmon Survey   | Vesta     | MPC                           |
| 266657        | 2008 TA168 | 1 out 2008  | Catalina        | CSS                   | —         | MPC                           |
| 266658        | 2008 TZ180 | 9 out 2008  | Catalina        | CSS                   | Brangane  | MPC                           |
| 266659        | 2008 TR181 | 1 out 2008  | Kitt Peak       | Spacewatch            | —         | MPC                           |
| 266660        | 2008 UF82  | 22 out 2008 | Mount Lemmon    | Mount Lemmon Survey   | —         | MPC                           |
| 266661        | 2008 UV192 | 25 out 2008 | Mount Lemmon    | Mount Lemmon Survey   | —         | MPC                           |
| 266662        | 2008 UJ209 | 23 out 2008 | Kitt Peak       | Spacewatch            | Vesta     | MPC                           |
| 266663        | 2008 UH223 | 25 out 2008 | Kitt Peak       | Spacewatch            | —         | MPC                           |
| 266664        | 2008 VG54  | 6 nov 2008  | Kitt Peak       | Spacewatch            | —         | MPC                           |
| 266665        | 2008 VG76  | 1 nov 2008  | Mount Lemmon    | Mount Lemmon Survey   | —         | MPC                           |
| 266666        | 2008 VH77  | 3 nov 2008  | Mount Lemmon    | Mount Lemmon Survey   | —         | MPC                           |
| 266667        | 2008 WS117 | 30 nov 2008 | Mount Lemmon    | Mount Lemmon Survey   | —         | MPC                           |
| 266668        | 2008 WO136 | 20 nov 2008 | Socorro         | LINEAR                | —         | MPC                           |
| 266669        | 2008 XR11  | 1 dez 2008  | Catalina        | CSS                   | —         | MPC                           |
| 266670        | 2008 YZ109 | 30 dez 2008 | Mount Lemmon    | Mount Lemmon Survey   | Ursula    | MPC                           |
| 266671        | 2008 YZ111 | 31 dez 2008 | Kitt Peak       | Spacewatch            | —         | MPC                           |
| 266672        | 2008 YD168 | 22 dez 2008 | Catalina        | CSS                   | —         | MPC                           |
| 266673        | 2008 YY170 | 31 dez 2008 | Kitt Peak       | Spacewatch            | —         | MPC                           |
| 266674        | 2009 AN10  | 2 jan 2009  | Mount Lemmon    | Mount Lemmon Survey   | —         | MPC                           |
| 266675        | 2009 BD94  | 25 jan 2009 | Kitt Peak       | Spacewatch            | —         | MPC                           |
| 266676        | 2009 FV56  | 24 mar 2009 | Catalina        | CSS                   | Juno      | MPC                           |
| 266677        | 2009 HG71  | 22 abr 2009 | Mount Lemmon    | Mount Lemmon Survey   | —         | MPC                           |
| 266678        | 2009 HU82  | 24 abr 2009 | Mount Lemmon    | Mount Lemmon Survey   | —         | MPC                           |
| 266679        | 2009 KV4   | 22 mai 2009 | Hibiscus        | N. Teamo              | —         | MPC                           |
| 266680        | 2009 MV6   | 23 jun 2009 | Mount Lemmon    | Mount Lemmon Survey   | Juno      | MPC                           |
| 266681        | 2009 OO2   | 17 jul 2009 | La Sagra        | Mallorca Obs.         | —         | MPC                           |
| 266682        | 2009 OK10  | 30 jul 2009 | Kitt Peak       | Spacewatch            | —         | MPC                           |
| 266683        | 2009 OB12  | 27 jul 2009 | Kitt Peak       | Spacewatch            | —         | MPC                           |
| 266684        | 2009 OQ13  | 27 jul 2009 | Kitt Peak       | Spacewatch            | —         | MPC                           |
| 266685        | 2009 OL15  | 28 jul 2009 | Kitt Peak       | Spacewatch            | —         | MPC                           |
| 266686        | 2009 OM20  | 29 jul 2009 | La Sagra        | Mallorca Obs.         | —         | MPC                           |
| 266687        | 2009 OL21  | 26 jul 2009 | La Sagra        | Mallorca Obs.         | —         | MPC                           |
| 266688        | 2009 OH23  | 20 jul 2009 | Siding Spring   | SSS                   | —         | MPC                           |
| 266689        | 2009 OB24  | 31 jul 2009 | Kitt Peak       | Spacewatch            | —         | MPC                           |
| 266690        | 2009 OP24  | 20 jul 2009 | Siding Spring   | SSS                   | —         | MPC                           |
| 266691        | 2009 PB    | 1 ago 2009  | Skylive         | F. Tozzi              | —         | MPC                           |
| 266692        | 2009 PJ1   | 14 ago 2009 | Dauban          | F. Kugel              | —         | MPC                           |
| 266693        | 2009 PT11  | 15 ago 2009 | Catalina        | CSS                   | —         | MPC                           |
| 266694        | 2009 PY11  | 15 ago 2009 | Catalina        | CSS                   | —         | MPC                           |
| 266695        | 2009 PS17  | 10 ago 2009 | Kitt Peak       | Spacewatch            | Eos       | MPC                           |
| 266696        | 2009 PU19  | 15 ago 2009 | Kitt Peak       | Spacewatch            | —         | MPC                           |
| 266697        | 2009 PD20  | 15 ago 2009 | Kitt Peak       | Spacewatch            | —         | MPC                           |
| 266698        | 2009 PF20  | 15 ago 2009 | Kitt Peak       | Spacewatch            | —         | MPC                           |
| 266699        | 2009 PT20  | 15 ago 2009 | Socorro         | LINEAR                | —         | MPC                           |
| 266700        | 2009 PD21  | 15 ago 2009 | Kitt Peak       | Spacewatch            | —         | MPC                           |

## 266701–266800
| Designação          | Designação | Descoberta  | Descoberta       | Descobridor(es)      | Categoria | Mais informações / Referência |
| Permanente          | Provisória | Data        | Local            | Descobridor(es)      | Categoria | Mais informações / Referência |
| ------------------- | ---------- | ----------- | ---------------- | -------------------- | --------- | ----------------------------- |
| 266701              | 2009 QL7   | 17 ago 2009 | Catalina         | CSS                  | —         | MPC                           |
| 266702              | 2009 QG9   | 19 ago 2009 | Socorro          | LINEAR               | —         | MPC                           |
| 266703              | 2009 QG19  | 18 ago 2009 | Bergisch Gladbac | W. Bickel            | Eos       | MPC                           |
| 266704              | 2009 QW19  | 19 ago 2009 | La Sagra         | Mallorca Obs.        | —         | MPC                           |
| 266705              | 2009 QZ21  | 20 ago 2009 | La Sagra         | Mallorca Obs.        | —         | MPC                           |
| 266706              | 2009 QL27  | 21 ago 2009 | Dauban           | F. Kugel             | —         | MPC                           |
| 266707              | 2009 QD30  | 24 ago 2009 | Farra d'Isonzo   | Farra d'Isonzo       | —         | MPC                           |
| 266708              | 2009 QE31  | 24 ago 2009 | La Sagra         | Mallorca Obs.        | —         | MPC                           |
| 266709              | 2009 QZ32  | 26 ago 2009 | Catalina         | CSS                  | Eos       | MPC                           |
| 266710              | 2009 QH37  | 31 ago 2009 | Haleakalā        | M. Micheli           | —         | MPC                           |
| 266711 Tuttlingen   | 2009 QX38  | 30 ago 2009 | Taunus           | R. Kling, U. Zimmer  | —         | MPC                           |
| 266712              | 2009 QA47  | 28 ago 2009 | La Sagra         | Mallorca Obs.        | —         | MPC                           |
| 266713              | 2009 QL47  | 28 ago 2009 | La Sagra         | Mallorca Obs.        | —         | MPC                           |
| 266714              | 2009 QT47  | 28 ago 2009 | La Sagra         | Mallorca Obs.        | —         | MPC                           |
| 266715              | 2009 QT51  | 29 ago 2009 | La Sagra         | Mallorca Obs.        | —         | MPC                           |
| 266716              | 2009 QQ53  | 16 ago 2009 | Kitt Peak        | Spacewatch           | —         | MPC                           |
| 266717              | 2009 QK55  | 29 ago 2009 | Kitt Peak        | Spacewatch           | —         | MPC                           |
| 266718              | 2009 QC57  | 19 ago 2009 | Kitt Peak        | Spacewatch           | —         | MPC                           |
| 266719              | 2009 QW62  | 27 ago 2009 | Kitt Peak        | Spacewatch           | —         | MPC                           |
| 266720              | 2009 RJ    | 9 set 2009  | La Sagra         | Mallorca Obs.        | —         | MPC                           |
| 266721              | 2009 RX6   | 10 set 2009 | Catalina         | CSS                  | —         | MPC                           |
| 266722              | 2009 RL12  | 12 set 2009 | Kitt Peak        | Spacewatch           | Ursula    | MPC                           |
| 266723              | 2009 RE14  | 12 set 2009 | Kitt Peak        | Spacewatch           | —         | MPC                           |
| 266724              | 2009 RN18  | 12 set 2009 | Kitt Peak        | Spacewatch           | —         | MPC                           |
| 266725 Vonputtkamer | 2009 RU26  | 13 set 2009 | ESA OGS          | M. Busch, R. Kresken | —         | MPC                           |
| 266726              | 2009 RM31  | 14 set 2009 | Kitt Peak        | Spacewatch           | —         | MPC                           |
| 266727              | 2009 RX31  | 14 set 2009 | Kitt Peak        | Spacewatch           | —         | MPC                           |
| 266728              | 2009 RG32  | 14 set 2009 | Kitt Peak        | Spacewatch           | Eos       | MPC                           |
| 266729              | 2009 RN34  | 14 set 2009 | Kitt Peak        | Spacewatch           | —         | MPC                           |
| 266730              | 2009 RC49  | 15 set 2009 | Kitt Peak        | Spacewatch           | —         | MPC                           |
| 266731              | 2009 RN59  | 15 set 2009 | Kitt Peak        | Spacewatch           | —         | MPC                           |
| 266732              | 2009 RV60  | 14 set 2009 | Catalina         | CSS                  | —         | MPC                           |
| 266733              | 2009 RO68  | 15 set 2009 | Kitt Peak        | Spacewatch           | —         | MPC                           |
| 266734              | 2009 SO    | 16 set 2009 | Great Shefford   | P. Birtwhistle       | —         | MPC                           |
| 266735              | 2009 SH3   | 16 set 2009 | Kitt Peak        | Spacewatch           | Ursula    | MPC                           |
| 266736              | 2009 SU3   | 16 set 2009 | Kitt Peak        | Spacewatch           | Vesta     | MPC                           |
| 266737              | 2009 SQ21  | 22 set 2009 | Bergisch Gladbac | W. Bickel            | —         | MPC                           |
| 266738              | 2009 SA25  | 16 set 2009 | Kitt Peak        | Spacewatch           | Eos       | MPC                           |
| 266739              | 2009 SN31  | 16 set 2009 | Kitt Peak        | Spacewatch           | —         | MPC                           |
| 266740              | 2009 ST33  | 16 set 2009 | Kitt Peak        | Spacewatch           | —         | MPC                           |
| 266741              | 2009 SF43  | 16 set 2009 | Kitt Peak        | Spacewatch           | —         | MPC                           |
| 266742              | 2009 SJ43  | 16 set 2009 | Kitt Peak        | Spacewatch           | —         | MPC                           |
| 266743              | 2009 SV47  | 16 set 2009 | Kitt Peak        | Spacewatch           | —         | MPC                           |
| 266744              | 2009 SE50  | 17 set 2009 | Kitt Peak        | Spacewatch           | —         | MPC                           |
| 266745              | 2009 SS50  | 17 set 2009 | Kitt Peak        | Spacewatch           | —         | MPC                           |
| 266746              | 2009 SF52  | 17 set 2009 | Kitt Peak        | Spacewatch           | —         | MPC                           |
| 266747              | 2009 SH60  | 17 set 2009 | Kitt Peak        | Spacewatch           | —         | MPC                           |
| 266748              | 2009 SS60  | 17 set 2009 | Kitt Peak        | Spacewatch           | —         | MPC                           |
| 266749              | 2009 SQ62  | 17 set 2009 | Mount Lemmon     | Mount Lemmon Survey  | —         | MPC                           |
| 266750              | 2009 SU65  | 17 set 2009 | Kitt Peak        | Spacewatch           | —         | MPC                           |
| 266751              | 2009 SD69  | 17 set 2009 | Kitt Peak        | Spacewatch           | —         | MPC                           |
| 266752              | 2009 SJ70  | 17 set 2009 | Kitt Peak        | Spacewatch           | —         | MPC                           |
| 266753              | 2009 SL76  | 17 set 2009 | Kitt Peak        | Spacewatch           | Ursula    | MPC                           |
| 266754              | 2009 SA77  | 17 set 2009 | Kitt Peak        | Spacewatch           | —         | MPC                           |
| 266755              | 2009 SK84  | 25 dez 2005 | Kitt Peak        | Spacewatch           | —         | MPC                           |
| 266756              | 2009 SN87  | 18 set 2009 | Mount Lemmon     | Mount Lemmon Survey  | —         | MPC                           |
| 266757              | 2009 SS87  | 18 set 2009 | Kitt Peak        | Spacewatch           | —         | MPC                           |
| 266758              | 2009 SV102 | 24 set 2009 | Mayhill          | A. Lowe              | —         | MPC                           |
| 266759              | 2009 SE103 | 25 set 2009 | Mayhill          | A. Lowe              | —         | MPC                           |
| 266760              | 2009 SO110 | 17 set 2009 | Mount Lemmon     | Mount Lemmon Survey  | Eos       | MPC                           |
| 266761              | 2009 SY116 | 18 set 2009 | Kitt Peak        | Spacewatch           | Ursula    | MPC                           |
| 266762              | 2009 SF122 | 18 set 2009 | Kitt Peak        | Spacewatch           | —         | MPC                           |
| 266763              | 2009 SN129 | 18 set 2009 | Kitt Peak        | Spacewatch           | —         | MPC                           |
| 266764              | 2009 SV129 | 18 set 2009 | Kitt Peak        | Spacewatch           | —         | MPC                           |
| 266765              | 2009 SH133 | 18 set 2009 | Kitt Peak        | Spacewatch           | —         | MPC                           |
| 266766              | 2009 SA134 | 18 set 2009 | Kitt Peak        | Spacewatch           | —         | MPC                           |
| 266767              | 2009 SS137 | 18 set 2009 | Kitt Peak        | Spacewatch           | —         | MPC                           |
| 266768              | 2009 SK138 | 18 set 2009 | Kitt Peak        | Spacewatch           | —         | MPC                           |
| 266769              | 2009 SG158 | 20 set 2009 | Kitt Peak        | Spacewatch           | —         | MPC                           |
| 266770              | 2009 SE165 | 22 set 2009 | La Sagra         | Mallorca Obs.        | Brangane  | MPC                           |
| 266771              | 2009 SN169 | 24 set 2009 | Bergisch Gladbac | W. Bickel            | —         | MPC                           |
| 266772              | 2009 SW172 | 13 fev 2002 | Apache Point     | SDSS                 | Vesta     | MPC                           |
| 266773              | 2009 SC188 | 21 set 2009 | Kitt Peak        | Spacewatch           | —         | MPC                           |
| 266774              | 2009 ST196 | 22 set 2009 | Kitt Peak        | Spacewatch           | —         | MPC                           |
| 266775              | 2009 SZ198 | 22 set 2009 | Kitt Peak        | Spacewatch           | —         | MPC                           |
| 266776              | 2009 SF203 | 22 set 2009 | Kitt Peak        | Spacewatch           | —         | MPC                           |
| 266777              | 2009 SU210 | 23 set 2009 | Kitt Peak        | Spacewatch           | —         | MPC                           |
| 266778              | 2009 SV213 | 23 set 2009 | Kitt Peak        | Spacewatch           | —         | MPC                           |
| 266779              | 2009 SO217 | 13 mar 2002 | Kitt Peak        | Spacewatch           | Vesta     | MPC                           |
| 266780              | 2009 SB218 | 24 set 2009 | Mount Lemmon     | Mount Lemmon Survey  | —         | MPC                           |
| 266781              | 2009 SR237 | 16 set 2009 | Catalina         | CSS                  | —         | MPC                           |
| 266782              | 2009 SK238 | 16 set 2009 | Catalina         | CSS                  | —         | MPC                           |
| 266783              | 2009 SN241 | 18 set 2009 | Catalina         | CSS                  | —         | MPC                           |
| 266784              | 2009 SU244 | 17 set 2009 | Kitt Peak        | Spacewatch           | —         | MPC                           |
| 266785              | 2009 SC251 | 20 set 2009 | Kitt Peak        | Spacewatch           | —         | MPC                           |
| 266786              | 2009 SE253 | 22 set 2009 | Kitt Peak        | Spacewatch           | —         | MPC                           |
| 266787              | 2009 SJ260 | 22 set 2009 | Mount Lemmon     | Mount Lemmon Survey  | —         | MPC                           |
| 266788              | 2009 SN264 | 23 set 2009 | Mount Lemmon     | Mount Lemmon Survey  | Juno      | MPC                           |
| 266789              | 2009 SC268 | 9 out 2004  | Kitt Peak        | Spacewatch           | —         | MPC                           |
| 266790              | 2009 SR268 | 24 set 2009 | Kitt Peak        | Spacewatch           | —         | MPC                           |
| 266791              | 2009 SA271 | 24 set 2009 | Kitt Peak        | Spacewatch           | Vesta     | MPC                           |
| 266792              | 2009 SO274 | 25 set 2009 | Kitt Peak        | Spacewatch           | —         | MPC                           |
| 266793              | 2009 SQ277 | 25 set 2009 | Kitt Peak        | Spacewatch           | —         | MPC                           |
| 266794              | 2009 SK302 | 16 set 2009 | Catalina         | CSS                  | —         | MPC                           |
| 266795              | 2009 SL307 | 17 set 2009 | Kitt Peak        | Spacewatch           | —         | MPC                           |
| 266796              | 2009 SW313 | 18 set 2009 | Kitt Peak        | Spacewatch           | —         | MPC                           |
| 266797              | 2009 SG316 | 19 set 2009 | Kitt Peak        | Spacewatch           | Eos       | MPC                           |
| 266798              | 2009 SJ328 | 26 set 2009 | Kitt Peak        | Spacewatch           | —         | MPC                           |
| 266799              | 2009 SG338 | 27 set 2009 | Kitt Peak        | Spacewatch           | —         | MPC                           |
| 266800              | 2009 SM338 | 22 set 2009 | Mount Lemmon     | Mount Lemmon Survey  | —         | MPC                           |

## 266801–266900
| Designação          | Designação | Descoberta  | Descoberta       | Descobridor(es)     | Categoria | Mais informações / Referência |
| Permanente          | Provisória | Data        | Local            | Descobridor(es)     | Categoria | Mais informações / Referência |
| ------------------- | ---------- | ----------- | ---------------- | ------------------- | --------- | ----------------------------- |
| 266801              | 2009 SR338 | 18 set 2009 | Catalina         | CSS                 | —         | MPC                           |
| 266802              | 2009 SV339 | 22 set 2009 | Mount Lemmon     | Mount Lemmon Survey | —         | MPC                           |
| 266803              | 2009 SW342 | 17 set 2009 | Kitt Peak        | Spacewatch          | —         | MPC                           |
| 266804              | 2009 SO343 | 17 set 2009 | Kitt Peak        | Spacewatch          | —         | MPC                           |
| 266805              | 2009 SN350 | 26 set 2009 | Kitt Peak        | Spacewatch          | —         | MPC                           |
| 266806              | 2009 SF352 | 29 set 2009 | Mount Lemmon     | Mount Lemmon Survey | —         | MPC                           |
| 266807              | 2009 SQ353 | 18 set 2009 | Mount Lemmon     | Mount Lemmon Survey | —         | MPC                           |
| 266808              | 2009 SN355 | 12 out 1998 | Kitt Peak        | Spacewatch          | Vesta     | MPC                           |
| 266809              | 2009 SJ359 | 22 set 2009 | Kitt Peak        | Spacewatch          | —         | MPC                           |
| 266810              | 2009 SN359 | 23 set 2009 | Kitt Peak        | Spacewatch          | —         | MPC                           |
| 266811              | 2009 ST359 | 25 set 2009 | Kitt Peak        | Spacewatch          | Ursula    | MPC                           |
| 266812              | 2009 SL361 | 18 set 2009 | Catalina         | CSS                 | Brangane  | MPC                           |
| 266813              | 2009 SW363 | 24 set 2009 | Mount Lemmon     | Mount Lemmon Survey | Vesta     | MPC                           |
| 266814              | 2009 TX2   | 13 out 2009 | Mayhill          | A. Lowe             | Brangane  | MPC                           |
| 266815              | 2009 TR5   | 11 out 2009 | Mount Lemmon     | Mount Lemmon Survey | —         | MPC                           |
| 266816              | 2009 TO6   | 12 out 2009 | La Sagra         | Mallorca Obs.       | —         | MPC                           |
| 266817              | 2009 TU10  | 11 out 2009 | Mount Lemmon     | Mount Lemmon Survey | —         | MPC                           |
| 266818              | 2009 TD11  | 12 out 2009 | La Sagra         | Mallorca Obs.       | —         | MPC                           |
| 266819              | 2009 TQ11  | 14 out 2009 | Bergisch Gladbac | W. Bickel           | —         | MPC                           |
| 266820              | 2009 TQ21  | 12 out 2009 | La Sagra         | Mallorca Obs.       | —         | MPC                           |
| 266821              | 2009 TK22  | 13 out 2009 | La Sagra         | Mallorca Obs.       | —         | MPC                           |
| 266822              | 2009 TD24  | 8 out 2004  | Kitt Peak        | Spacewatch          | —         | MPC                           |
| 266823              | 2009 TJ26  | 14 out 2009 | La Sagra         | Mallorca Obs.       | Ursula    | MPC                           |
| 266824              | 2009 TX27  | 15 out 2009 | La Sagra         | Mallorca Obs.       | —         | MPC                           |
| 266825              | 2009 TP34  | 12 out 2009 | La Sagra         | Mallorca Obs.       | —         | MPC                           |
| 266826              | 2009 TX35  | 14 out 2009 | Catalina         | CSS                 | Ursula    | MPC                           |
| 266827              | 2009 TS36  | 15 out 2009 | Bergisch Gladbac | W. Bickel           | —         | MPC                           |
| 266828              | 2009 TP37  | 8 out 2009  | La Sagra         | Mallorca Obs.       | —         | MPC                           |
| 266829              | 2009 TF39  | 15 out 2009 | Catalina         | CSS                 | —         | MPC                           |
| 266830              | 2009 TM41  | 15 out 2009 | Catalina         | CSS                 | Brangane  | MPC                           |
| 266831              | 2009 UW3   | 18 out 2009 | Taunus           | S. Karge, R. Kling  | —         | MPC                           |
| 266832              | 2009 UF4   | 17 out 2009 | Bisei SG Center  | BATTeRS             | —         | MPC                           |
| 266833              | 2009 UY13  | 19 out 2009 | Socorro          | LINEAR              | —         | MPC                           |
| 266834              | 2009 UJ15  | 16 out 2009 | Mount Lemmon     | Mount Lemmon Survey | Ursula    | MPC                           |
| 266835              | 2009 UP17  | 20 out 2009 | Bisei SG Center  | BATTeRS             | —         | MPC                           |
| 266836              | 2009 UK18  | 20 out 2009 | Tzec Maun        | J. Sachs            | —         | MPC                           |
| 266837              | 2009 UQ19  | 24 out 2009 | Farra d'Isonzo   | Farra d'Isonzo      | —         | MPC                           |
| 266838              | 2009 UW21  | 16 out 2009 | Catalina         | CSS                 | —         | MPC                           |
| 266839              | 2009 UV22  | 17 out 2009 | Mount Lemmon     | Mount Lemmon Survey | —         | MPC                           |
| 266840              | 2009 UN24  | 18 out 2009 | Mount Lemmon     | Mount Lemmon Survey | —         | MPC                           |
| 266841              | 2009 UA27  | 21 out 2009 | Mount Lemmon     | Mount Lemmon Survey | —         | MPC                           |
| 266842              | 2009 UZ29  | 18 out 2009 | Mount Lemmon     | Mount Lemmon Survey | —         | MPC                           |
| 266843              | 2009 UY32  | 18 out 2009 | Mount Lemmon     | Mount Lemmon Survey | —         | MPC                           |
| 266844              | 2009 UL33  | 18 out 2009 | Mount Lemmon     | Mount Lemmon Survey | —         | MPC                           |
| 266845              | 2009 UW43  | 18 out 2009 | Mount Lemmon     | Mount Lemmon Survey | —         | MPC                           |
| 266846              | 2009 UA46  | 18 out 2009 | Mount Lemmon     | Mount Lemmon Survey | —         | MPC                           |
| 266847              | 2009 UE46  | 18 out 2009 | Mount Lemmon     | Mount Lemmon Survey | —         | MPC                           |
| 266848              | 2009 UB53  | 22 out 2009 | Kitt Peak        | Spacewatch          | —         | MPC                           |
| 266849              | 2009 UH61  | 17 out 2009 | Mount Lemmon     | Mount Lemmon Survey | —         | MPC                           |
| 266850              | 2009 UL61  | 6 nov 2005  | Mount Lemmon     | Mount Lemmon Survey | —         | MPC                           |
| 266851              | 2009 UK79  | 27 fev 2001 | Kitt Peak        | Spacewatch          | Vesta     | MPC                           |
| 266852              | 2009 UB87  | 24 out 2009 | Catalina         | CSS                 | —         | MPC                           |
| 266853              | 2009 UP88  | 21 out 2009 | Catalina         | CSS                 | —         | MPC                           |
| 266854 Sezenaksu    | 2009 UB90  | 24 out 2009 | Nogales          | J.-C. Merlin        | —         | MPC                           |
| 266855              | 2009 UD97  | 22 out 2009 | Mount Lemmon     | Mount Lemmon Survey | —         | MPC                           |
| 266856              | 2009 UV97  | 23 out 2009 | Mount Lemmon     | Mount Lemmon Survey | —         | MPC                           |
| 266857              | 2009 UH98  | 23 out 2009 | Mount Lemmon     | Mount Lemmon Survey | —         | MPC                           |
| 266858              | 2009 UK99  | 23 out 2009 | Mount Lemmon     | Mount Lemmon Survey | —         | MPC                           |
| 266859              | 2009 UJ109 | 23 out 2009 | Kitt Peak        | Spacewatch          | —         | MPC                           |
| 266860              | 2009 UZ109 | 23 out 2009 | Kitt Peak        | Spacewatch          | —         | MPC                           |
| 266861              | 2009 UO112 | 25 out 2009 | La Sagra         | Mallorca Obs.       | —         | MPC                           |
| 266862              | 2009 UC121 | 24 out 2009 | Kitt Peak        | Spacewatch          | —         | MPC                           |
| 266863              | 2009 UH133 | 21 out 2009 | Mount Lemmon     | Mount Lemmon Survey | —         | MPC                           |
| 266864              | 2009 UE138 | 27 out 2009 | Kitt Peak        | Spacewatch          | —         | MPC                           |
| 266865              | 2009 UR138 | 22 out 2009 | Mount Lemmon     | Mount Lemmon Survey | —         | MPC                           |
| 266866              | 2009 UX138 | 26 out 2009 | Kitt Peak        | Spacewatch          | —         | MPC                           |
| 266867              | 2009 UN141 | 16 out 2009 | Catalina         | CSS                 | —         | MPC                           |
| 266868              | 2009 UG151 | 26 out 2009 | Kitt Peak        | Spacewatch          | —         | MPC                           |
| 266869              | 2009 UZ151 | 18 out 2009 | Socorro          | LINEAR              | Vesta     | MPC                           |
| 266870              | 2009 UY154 | 22 out 2009 | Catalina         | CSS                 | —         | MPC                           |
| 266871              | 2009 VR3   | 8 nov 2009  | Kitt Peak        | Spacewatch          | —         | MPC                           |
| 266872              | 2009 VA21  | 9 nov 2009  | Mount Lemmon     | Mount Lemmon Survey | —         | MPC                           |
| 266873              | 2009 VQ22  | 9 nov 2009  | Mount Lemmon     | Mount Lemmon Survey | —         | MPC                           |
| 266874              | 2009 VA33  | 9 nov 2009  | Mount Lemmon     | Mount Lemmon Survey | —         | MPC                           |
| 266875              | 2009 VS38  | 9 nov 2009  | Kitt Peak        | Spacewatch          | —         | MPC                           |
| 266876              | 2009 VB53  | 10 nov 2009 | Mount Lemmon     | Mount Lemmon Survey | Themis    | MPC                           |
| 266877              | 2009 VP59  | 9 nov 2009  | Catalina         | CSS                 | —         | MPC                           |
| 266878              | 2009 VN64  | 9 nov 2009  | Kitt Peak        | Spacewatch          | —         | MPC                           |
| 266879              | 2009 VL73  | 11 nov 2009 | Mount Lemmon     | Mount Lemmon Survey | —         | MPC                           |
| 266880              | 2009 VK77  | 9 nov 2009  | Catalina         | CSS                 | —         | MPC                           |
| 266881              | 2009 VW78  | 10 nov 2009 | Catalina         | CSS                 | Flora     | MPC                           |
| 266882              | 2009 VP79  | 10 nov 2009 | Catalina         | CSS                 | —         | MPC                           |
| 266883              | 2009 VD80  | 11 nov 2009 | Catalina         | CSS                 | —         | MPC                           |
| 266884              | 2009 VV92  | 10 nov 2009 | Catalina         | CSS                 | Brangane  | MPC                           |
| 266885              | 2009 VS108 | 9 nov 2009  | Kitt Peak        | Spacewatch          | —         | MPC                           |
| 266886              | 2009 VB112 | 8 nov 2009  | Catalina         | CSS                 | —         | MPC                           |
| 266887 Wolfgangries | 2009 WO24  | 19 nov 2009 | Gaisberg         | R. Gierlinger       | —         | MPC                           |
| 266888              | 2009 WU45  | 18 nov 2009 | Mount Lemmon     | Mount Lemmon Survey | —         | MPC                           |
| 266889              | 2009 WW46  | 18 nov 2009 | Mount Lemmon     | Mount Lemmon Survey | —         | MPC                           |
| 266890              | 2009 WN48  | 19 nov 2009 | Mount Lemmon     | Mount Lemmon Survey | —         | MPC                           |
| 266891              | 2009 WR49  | 19 nov 2009 | Mount Lemmon     | Mount Lemmon Survey | —         | MPC                           |
| 266892              | 2009 WL50  | 19 nov 2009 | La Sagra         | Mallorca Obs.       | —         | MPC                           |
| 266893              | 2009 WA76  | 18 nov 2009 | Kitt Peak        | Spacewatch          | Pallas    | MPC                           |
| 266894              | 2009 WR81  | 18 nov 2009 | La Sagra         | Mallorca Obs.       | —         | MPC                           |
| 266895              | 2009 WS81  | 18 nov 2009 | La Sagra         | Mallorca Obs.       | Brangane  | MPC                           |
| 266896              | 2009 WR101 | 20 mar 2001 | Kitt Peak        | Spacewatch          | —         | MPC                           |
| 266897              | 2009 WK104 | 18 nov 2009 | La Sagra         | Mallorca Obs.       | —         | MPC                           |
| 266898              | 2009 WY105 | 24 ago 2008 | Kitt Peak        | Spacewatch          | Vesta     | MPC                           |
| 266899              | 2009 WA106 | 26 nov 2009 | Mayhill          | A. Lowe             | —         | MPC                           |
| 266900              | 2009 WN112 | 17 nov 2009 | Catalina         | CSS                 | —         | MPC                           |

## 266901–267000
| Designação        | Designação | Descoberta  | Descoberta    | Descobridor(es)     | Categoria | Mais informações / Referência |
| Permanente        | Provisória | Data        | Local         | Descobridor(es)     | Categoria | Mais informações / Referência |
| ----------------- | ---------- | ----------- | ------------- | ------------------- | --------- | ----------------------------- |
| 266901            | 2009 WL121 | 20 nov 2009 | Kitt Peak     | Spacewatch          | —         | MPC                           |
| 266902            | 2009 WH146 | 19 nov 2009 | Mount Lemmon  | Mount Lemmon Survey | Ursula    | MPC                           |
| 266903            | 2009 WO156 | 20 nov 2009 | Kitt Peak     | Spacewatch          | —         | MPC                           |
| 266904            | 2009 WE175 | 23 nov 2009 | Kitt Peak     | Spacewatch          | —         | MPC                           |
| 266905            | 2009 WP177 | 23 nov 2009 | Mount Lemmon  | Mount Lemmon Survey | —         | MPC                           |
| 266906            | 2009 WN193 | 24 nov 2009 | Mount Lemmon  | Mount Lemmon Survey | —         | MPC                           |
| 266907            | 2009 WB203 | 16 nov 2009 | Kitt Peak     | Spacewatch          | —         | MPC                           |
| 266908            | 2009 WX209 | 18 nov 2009 | Kitt Peak     | Spacewatch          | Juno      | MPC                           |
| 266909            | 2009 WP220 | 16 nov 2009 | Mount Lemmon  | Mount Lemmon Survey | —         | MPC                           |
| 266910            | 2009 WD234 | 18 nov 2009 | Mount Lemmon  | Mount Lemmon Survey | —         | MPC                           |
| 266911            | 2009 WV248 | 17 nov 2009 | Catalina      | CSS                 | —         | MPC                           |
| 266912            | 2009 WZ248 | 18 nov 2009 | Mount Lemmon  | Mount Lemmon Survey | —         | MPC                           |
| 266913            | 2009 WQ251 | 23 ago 2003 | Palomar       | NEAT                | —         | MPC                           |
| 266914            | 2009 WV260 | 25 nov 2009 | Kitt Peak     | Spacewatch          | —         | MPC                           |
| 266915            | 2009 XX12  | 11 dez 2009 | Catalina      | CSS                 | —         | MPC                           |
| 266916            | 2009 YJ22  | 17 dez 2009 | Kitt Peak     | Spacewatch          | —         | MPC                           |
| 266917            | 2010 AN    | 4 jan 2010  | Kitt Peak     | Spacewatch          | —         | MPC                           |
| 266918            | 2010 AZ71  | 13 jan 2010 | Kitt Peak     | Spacewatch          | —         | MPC                           |
| 266919            | 2010 BS24  | 17 jan 2010 | WISE          | WISE                | —         | MPC                           |
| 266920            | 2010 CY21  | 9 fev 2010  | Kitt Peak     | Spacewatch          | —         | MPC                           |
| 266921            | 2010 CN52  | 14 fev 2010 | WISE          | WISE                | —         | MPC                           |
| 266922            | 2010 CC173 | 6 fev 2010  | Kitt Peak     | Spacewatch          | —         | MPC                           |
| 266923            | 2010 DS21  | 16 fev 2010 | Socorro       | LINEAR              | —         | MPC                           |
| 266924            | 2010 DK52  | 21 fev 2010 | WISE          | WISE                | —         | MPC                           |
| 266925            | 2010 ER82  | 12 mar 2010 | Catalina      | CSS                 | —         | MPC                           |
| 266926            | 2010 EF128 | 12 mar 2010 | Kitt Peak     | Spacewatch          | —         | MPC                           |
| 266927            | 2010 EG128 | 12 mar 2010 | Kitt Peak     | Spacewatch          | —         | MPC                           |
| 266928            | 2010 FE16  | 18 mar 2010 | Kitt Peak     | Spacewatch          | —         | MPC                           |
| 266929            | 2010 GB158 | 12 abr 2010 | Kitt Peak     | Spacewatch          | —         | MPC                           |
| 266930            | 2010 HZ37  | 21 abr 2010 | WISE          | WISE                | —         | MPC                           |
| 266931            | 2010 JZ119 | 12 mai 2010 | Kitt Peak     | Spacewatch          | Brangane  | MPC                           |
| 266932            | 2010 JT162 | 8 mai 2010  | Mount Lemmon  | Mount Lemmon Survey | —         | MPC                           |
| 266933            | 2010 MT107 | 30 jun 2010 | WISE          | WISE                | —         | MPC                           |
| 266934            | 2010 NT37  | 23 out 2001 | Kitt Peak     | Spacewatch          | —         | MPC                           |
| 266935            | 2010 NO67  | 13 jul 1999 | Socorro       | LINEAR              | —         | MPC                           |
| 266936            | 2010 NJ82  | 30 set 2005 | Palomar       | NEAT                | —         | MPC                           |
| 266937            | 2010 PM8   | 2 ago 2010  | Socorro       | LINEAR              | —         | MPC                           |
| 266938            | 2010 PB63  | 13 ago 2010 | Socorro       | LINEAR              | Juno      | MPC                           |
| 266939            | 2010 RD49  | 7 out 2004  | Kitt Peak     | Spacewatch          | Ursula    | MPC                           |
| 266940            | 2010 RP176 | 12 set 2001 | Kitt Peak     | Spacewatch          | —         | MPC                           |
| 266941            | 2010 ST20  | 31 ago 2005 | Kitt Peak     | Spacewatch          | —         | MPC                           |
| 266942            | 2010 SZ23  | 15 ago 2006 | Palomar       | NEAT                | —         | MPC                           |
| 266943            | 2010 TH2   | 22 out 2005 | Kitt Peak     | Spacewatch          | —         | MPC                           |
| 266944            | 2010 TP2   | 15 mai 2005 | Mount Lemmon  | Mount Lemmon Survey | —         | MPC                           |
| 266945            | 2010 TD5   | 21 jul 2006 | Catalina      | CSS                 | —         | MPC                           |
| 266946            | 2010 TH30  | 10 nov 1999 | Kitt Peak     | Spacewatch          | —         | MPC                           |
| 266947            | 2010 TP149 | 3 nov 2004  | Catalina      | CSS                 | —         | MPC                           |
| 266948            | 2010 TS173 | 20 ago 2006 | Palomar       | NEAT                | —         | MPC                           |
| 266949            | 2010 TZ179 | 10 abr 2005 | Mount Lemmon  | Mount Lemmon Survey | —         | MPC                           |
| 266950            | 2010 UC3   | 29 nov 2003 | Kitt Peak     | Spacewatch          | —         | MPC                           |
| 266951            | 2010 UY14  | 4 jun 2006  | Mount Lemmon  | Mount Lemmon Survey | —         | MPC                           |
| 266952            | 2010 US16  | 26 set 2005 | Kitt Peak     | Spacewatch          | —         | MPC                           |
| 266953            | 2010 UC27  | 25 out 1997 | Caussols      | ODAS                | Vesta     | MPC                           |
| 266954            | 2010 UK36  | 28 ago 2005 | Kitt Peak     | Spacewatch          | —         | MPC                           |
| 266955            | 2010 UU36  | 21 out 2001 | Socorro       | LINEAR              | —         | MPC                           |
| 266956            | 2010 UB49  | 18 jun 2006 | Kitt Peak     | Spacewatch          | —         | MPC                           |
| 266957            | 2010 UF58  | 20 nov 2004 | Kitt Peak     | Spacewatch          | —         | MPC                           |
| 266958            | 2010 US96  | 2 mar 2006  | Catalina      | CSS                 | Juno      | MPC                           |
| 266959            | 2010 UG102 | 6 dez 2000  | Kitt Peak     | Spacewatch          | —         | MPC                           |
| 266960            | 2010 VZ13  | 23 mai 2001 | Cerro Tololo  | M. W. Buie          | —         | MPC                           |
| 266961            | 2010 VR26  | 21 out 2001 | Socorro       | LINEAR              | —         | MPC                           |
| 266962            | 2010 VG48  | 15 set 2009 | Kitt Peak     | Spacewatch          | Vesta     | MPC                           |
| 266963            | 2010 VO48  | 28 dez 2003 | Kitt Peak     | Spacewatch          | —         | MPC                           |
| 266964            | 2010 VN51  | 6 out 2004  | Kitt Peak     | Spacewatch          | —         | MPC                           |
| 266965            | 2010 VB58  | 1 abr 2003  | Apache Point  | SDSS                | Vesta     | MPC                           |
| 266966            | 2010 VL69  | 5 nov 1994  | Kitt Peak     | Spacewatch          | —         | MPC                           |
| 266967            | 2010 VN83  | 8 out 1994  | Kitt Peak     | Spacewatch          | —         | MPC                           |
| 266968            | 2010 VS84  | 30 nov 2005 | Kitt Peak     | Spacewatch          | —         | MPC                           |
| 266969            | 2010 VU85  | 21 mar 1999 | Apache Point  | SDSS                | —         | MPC                           |
| 266970            | 2010 VS96  | 24 out 1995 | Kitt Peak     | Spacewatch          | —         | MPC                           |
| 266971            | 2010 VE100 | 17 fev 2001 | Haleakala     | NEAT                | —         | MPC                           |
| 266972            | 2010 VF103 | 1 dez 2005  | Kitt Peak     | Spacewatch          | Brangane  | MPC                           |
| 266973            | 2010 VB121 | 18 ago 2006 | Kitt Peak     | Spacewatch          | —         | MPC                           |
| 266974            | 2010 VK133 | 9 out 1993  | La Silla      | E. W. Elst          | —         | MPC                           |
| 266975            | 2010 VQ137 | 6 set 1999  | Kitt Peak     | Spacewatch          | —         | MPC                           |
| 266976            | 2010 VG184 | 19 set 2003 | Kitt Peak     | Spacewatch          | —         | MPC                           |
| 266977            | 2010 VK197 | 16 jan 2005 | Kitt Peak     | Spacewatch          | —         | MPC                           |
| 266978            | 2010 VP198 | 20 nov 2001 | Kitt Peak     | Spacewatch          | —         | MPC                           |
| 266979            | 2010 WC16  | 6 out 2008  | Mount Lemmon  | Mount Lemmon Survey | Vesta     | MPC                           |
| 266980            | 2010 WP20  | 5 mai 2003  | Kitt Peak     | Spacewatch          | —         | MPC                           |
| 266981            | 2010 WO38  | 25 jul 2003 | Palomar       | NEAT                | —         | MPC                           |
| 266982            | 2010 WL62  | 21 jul 2007 | Lulin         | Q.-z. Ye            | Vesta     | MPC                           |
| 266983 Josepbosch | 2010 WE66  | 30 nov 2005 | Kitt Peak     | Spacewatch          | —         | MPC                           |
| 266984            | 2010 WN69  | 30 nov 2000 | Kitt Peak     | Spacewatch          | —         | MPC                           |
| 266985            | 2010 XZ4   | 29 jan 2007 | Kitt Peak     | Spacewatch          | Ursula    | MPC                           |
| 266986            | 2010 XQ17  | 22 fev 1998 | Kitt Peak     | Spacewatch          | —         | MPC                           |
| 266987            | 2010 XK24  | 28 jul 2005 | Palomar       | NEAT                | —         | MPC                           |
| 266988            | 2010 XF35  | 11 abr 2003 | Kitt Peak     | Spacewatch          | Vesta     | MPC                           |
| 266989            | 2010 XC36  | 21 abr 2003 | Kitt Peak     | Spacewatch          | —         | MPC                           |
| 266990            | 2010 XB37  | 18 jul 2001 | Palomar       | NEAT                | —         | MPC                           |
| 266991            | 2010 XX37  | 30 jul 2005 | Palomar       | NEAT                | —         | MPC                           |
| 266992            | 2010 XR43  | 16 nov 1998 | Kitt Peak     | Spacewatch          | Vesta     | MPC                           |
| 266993            | 2010 XV44  | 8 jul 2003  | Palomar       | NEAT                | —         | MPC                           |
| 266994            | 2010 XH62  | 13 fev 2001 | Kitt Peak     | Spacewatch          | —         | MPC                           |
| 266995            | 2010 XD67  | 16 jan 2000 | Kitt Peak     | Spacewatch          | Vesta     | MPC                           |
| 266996            | 2010 XQ78  | 1 out 2009  | Mount Lemmon  | Mount Lemmon Survey | Vesta     | MPC                           |
| 266997            | 2010 XR86  | 13 jun 2001 | Kitt Peak     | Spacewatch          | —         | MPC                           |
| 266998            | 2010 YO1   | 23 jan 2004 | Anderson Mesa | LONEOS              | —         | MPC                           |
| 266999            | 5039 P-L   | 22 out 1960 | Palomar       | PLS                 | —         | MPC                           |
| 267000            | 6229 P-L   | 25 set 1960 | Palomar       | PLS                 | —         | MPC                           |